# Португалія
Португа́лія (порт. Portugal), офіційна назва — Португа́льська Респу́бліка (порт. República Portuguesa) — держава, яка розташована переважно на Піренейському півострові, у південно-західній Європі. Найзахідніша суверенна держава материкової Європи, яка на півночі та сході межує з Іспанією, а на заході та півдні омивається Атлантичним океаном. До її складу також входять атлантичні архіпелаги Азорських островів та острів Мадейра, обидва автономні регіони з власними регіональними урядами.
Португалія — найдавніша національна держава на Піренейському півострові та одна з найстаріших держав Європи, територія якої постійно заселялася, захоплювалася і була предметом боротьби з доісторичних часів. Її населяли докельтські, кельтські та іберійські народи (такими як лузітани, галлеки, кельтіки, турдули і кінети), які мали торгові та культурні зв'язки з фінікійцями, греками і карфагенянами. Пізніше була підкорена римлянами та страждала від навал германців (переважно свевів та вестготів) і аланів, а пізніше й маврів. Після мусульманського завоювання Піренейського півострова, більша частина його території була частиною Аль-Андалуса. Португалія як країна була утворена під час ранньої християнської Реконкісти. Засноване у 868 році Португальське графство здобуло регіональну значущість після битви при Сан-Мамеде 1128 року. Пізніше, після битви при Оріке у 1139 році було проголошене Португальське королівство, незалежність якого від Леонського королівства визнавалася Саморським договором 1143 року.
Після того, як революція 1910 року скинула монархію, була створена демократична, але нестабільна Перша Португальська республіка, яку згодом витіснив авторитарний режим Нової Держави (порт. Estado Novo). Демократія була відновлена після революції гвоздик 1974 року, яка завершила колоніальну війну Португалії. Невдовзі незалежність була надана майже усім її заморським територіям. Передача Макао Китаю у 1999 році поклала кінець тому, що можна вважати однією з найтриваліших колоніальних імперій.
Площа — понад 92 тисячі км² (109-та країна за величиною в світі). За останнім переписом 2021 року населення країни становило понад 10,3 млн осіб. Середня густота населення — 115 осіб на км². Столиця — Лісабон. Основне населення — португальці. Офіційна мова — португальська.
Португалія залишила глибокий культурний, архітектурний та лінгвістичний вплив по всьому світу, зі спадком у близько 250 мільйонів носіїв португальської та безлічі креольських мов. Португалія — розвинена країна зі значною потугою економіки та високим рівнем життя. Окрім того, країна займає високі сходинки у рейтингах моральної свободи (2-ге місце), спокою (3-тє місце), демократії (7-ме), свободи преси (10-те), стабільності (15-те), соціального прогресу (18-те) та процвітання (26-те). Будучи членом Організації Об'єднаних Націй та Європейського Союзу, Португалія також була одним із засновників НАТО, Єврозони, ОЕСР та Спільноти португаломовних країн.

## Назва
- Португалія (порт. Portugal, МФА: [puɾ.tu.ˈgaɫ][6]) — скорочена офіційна назва країни. Походить від римського міста Порт-Кале (лат. Portus Cale), сучасного Порту, що в IX столітті стало центром Португальського графства.
- Португальська Республіка (порт. República Portuguesa, МФА: [ʁɨ.ˈpu.bɫi.kɐ puɾ.tu.ˈge.zɐ][7]) — офіційна назва країни згідно з чинною Конституцією 1976 року. Вживається після революції 1910 року. Також — Республіка Португалія.
- Королівство Португальське — офіційна назва у 1139—1910 роках.
- Лузітанія — поширена поетична назва країни, оспівана в національній епопеї «Лузіади». Походить від однойменної римської провінції, колись розташованої в Центральній Португалії. У ранньомодерну добу виводилася від міфічного героя Луза.

## Географія

Карта Португалії

Континентальна Португалія розташована на південному заході Європи, на заході Піренейського півострова. До складу країни входять Азорські острови та архіпелаг Мадейра в Атлантичному океані. Португалія межує по суходолу лише з Іспанією на півночі й сході; на заході і півдні вона омивається водами Атлантичного океану. Площа Португальської держави — 92 391 км² (109-та країна світу за площею, 19-а країна Європи за площею). Континентальна Португалія займає 89 015 км² (96% від площі країни), Азорські острови — 2333 км² (3%), Мадейра — 741 км² (1%).
Рельєф Португалії на півночі, північному сході й центрі — гористий, на півдні й заході — рівнинний. Найвища точка — гора Торре (1993 м) на Зірковому хребті на сході країні.
За рельєфом Португалія поділяється на три регіони:
— Північний, де переважають гори (Серра-ду-Гереш), лісисті високі плато, глибокі вузькі долини та термальні джерела;
— Центральний, де великі рівнини перериваються високими гірськими пасмами (Серра-да-Ештрелла) й широкими долинами;
— Південний, найбільший, де переважають рівнини, невисокі плато й пагорби.
Гори в усіх трьох частинах є продовженням іспанських гірських систем. Єдиний самостійний хребет — Серра-да-Моншіке. Португальський берег має мало гарних природних гаваней. Лісабонська затока є найкращою і однією з найбільших у Європі. Серед інших — затоки Сетубала і Віла-Реал-де-Сан-Антоніу, а також Лагушська затока, де може розміщуватися великий флот. Решта портів призначені для малих суден.
Найбільші річки країни — Дору, Тежу, Гвадіана, Зезере, Сарая, Тамега, Вога, Каваду, Міню, Ліма. Річки судноплавні лише в нижніх течіях. Великих озер немає. У районі Авейру є велика річка, що сполучається з океаном. Найбільші міста розташовані на океанському узбережжі — Лісабон, Порту, Авейру, Сетубал, Фару; інші великі міські центри — Коїмбра, Візеу, Браганса, Сантарен, Евора, Бежа.
Португалія багата на природні ресурси: мідь, марганець, уран, свинець, олово та залізо. Вугілля зустрічається рідко й має погану якість. У країні існує понад сотня мінеральних джерел, з якими найважливіші розташовані в Гереші, Візеллі, Відагу, Педраші, Салгалаші, Моледу, Сан-Педру-ду-Сулі, Фелгейрі, Калдаш-да-Райні, Морі та Моншіке.
Острови Мадейра та Азори — автономні регіони країни. Відстань від континентальної частини країни до Азорських островів — 1500 км, до Мадейри — 650 км. Залежна заморська територія — Макао в Східній Азії неподалік Гонконгу, 20 грудня 1999 року офіційно повернута Китаю, але протягом 50 років зберігатиме статус особливого регіону з власним урядом, законодавством та економікою.
Вздовж західного узбережжя Португалії протікає рукав теплої течії Гольфстрім, що робить клімат країни, загалом, помірним. Проте між регіонами існують суттєві кліматичні відмінності, пов'язанні з рельєфом та відстанню до океану. Так, височинні райони Трансмонтани і Бейри суворі й холодні, водночас землі Алгарве дуже спекотні. Сніг випадає лише взимку, переважно у високих горах. Дощі частіші на півночі, ніж на півдні. Висока вологість, що часто спричиняє тумани, переважає в береговій частині країни. Вітри, зазвичай, дмуть з північного заходу і півночі; взимку — з південного заходу, разом зі штормами. Загалом, клімат Португалії теплий і сприяє оздоровленню.
Португалія має багату флору. Тут ростуть практично всі види європейських рослин, які зустрічаються в помірному кліматі, а також деякі види, характерні лише для спекотних країн. Найбільш типовим деревом є сосна, яка, однак, не росте південніше річки Саду. Найбільші ліси країни — Лейрійський сосновий бір, вирощений у XIII столітті королем Дінішем, та Бусацький ліс, відомий різноманіттям дерев. По всій країні розповсюджені оливки та помаранчі. На території Алгарве традиційно вирощують фініки, а в Трансмонтані — мигдаль. Виноробство — одна з найстаріших галузей португальського господарства; більшість виноградників, переважно нових, розташована південніше річки Таг. Найбільш поширені зернові культури — пшениця, жито і кукурудза.

## Історія

### Давній період

#### Кельти і римляни

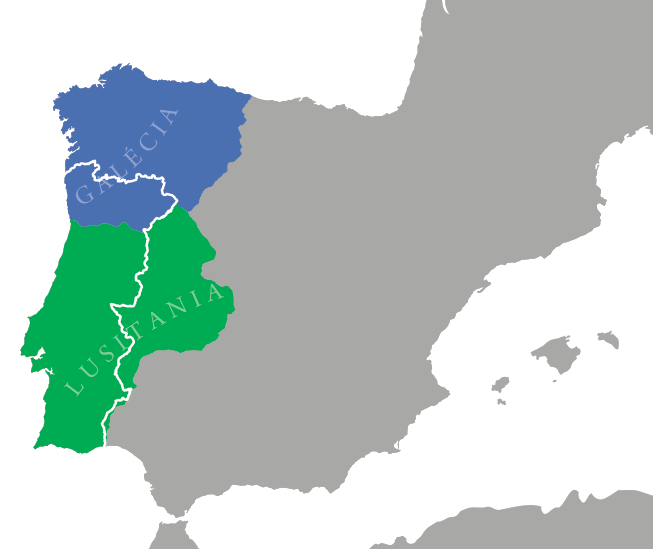
Лузітанія і Галлеція на карті Португалії.

Рання історія Португалії нерозривно пов'язана із історією усього Піренейського півострова. Від часів неоліту його заселяли іберійські племена, що займалися землеробством, скотарством та рибальством. У 1-му тисячолітті до н. е. з Центральної Європи на територію півострова прийшли кельти, які підкорили частину місцевих племен й змішалися з ними. Найвідомішим племінним союзом на центральних португальських землях були лузітани, що мешкали в межиріччі Дору та Тежу. Їхня країна назвалася Лузітанією — згодом поетична назва самої Португалії. На півночі жили галлеки, за річкою Тежу — кельтики, а на півдні, в регіоні Алгарве, — кінети. На узбережжі існували торгові колонії фінікійців з Карфагену, такі як Тавіра.
219 року до н. е. розпочалося римське завоювання Піренейського півострова, який римляни називали Іспанією. Під час пунічних воєн Карфаген втратив свої колонії. За часів Юлія Цезаря майже весь півострів увійшов до складу Римської Республіки. На підкорення португальських теренів завойовники витратили два століття. 150 року до н. е. проти них спалахнуло повстання, яке очолив лузітанський вождь Віріат. Він розгромив римлян і на деякий час звільнив Лузітанію, але 139 року до н. е. загинув від рук соратників, підкуплених ворогами. 45 року до н. е. війни з місцевими племенами скінчилися остаточним встановленням римської влади. 27 року до н. е. Лузітанія стала провінцією Римської імперії. Згодом з північних земель виокремили новий край — Галлецію. На завойованих територіях римляни будували форти і колонії, що стали осередками цивілізації, романізації, а згодом — християнізації. Вони дали початок сучасним португальським містам, таким як Бракара-Августа (Брага), Конімбріга (Коїмбра) та іншим. До сьогодні в Португалії збереглося багато пам'яток римської доби — мости, дороги, акведуки, лазні, театри та руїни храмів.

#### Германці та мусульмани

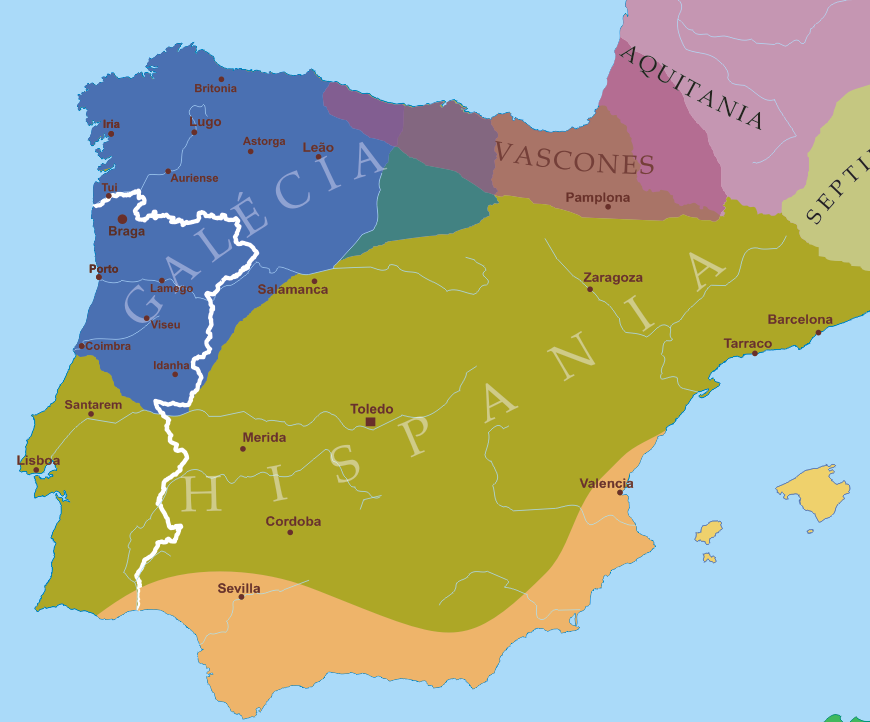
Свеви (сині) і Вестготи (жовті)

На початку V століття германські племена свевів і вандалів у союзі з сарматами (аланами) вторглися до римських володінь на Піренейському півострові. Під проводом короля Гермеріка вони захопили Галлецію та Лузітанію, де близько 409 року заснували Свевське королівство. Столиця цієї держави розташовувалася у Бракарі, сучасній португальській Бразі. Розширюючи свої кордони, свевські правителі зіткнулися із новими завойовниками-германцями — вестготами, які в 500 році створили Вестготське королівство з центром Толедо. У 584—585 роках вестготський король Леовігільд упокорив свевів і аланів, перетворив їхні краї на свої провінції. Його наступники прийняли християнство і під впливом місцевого населення поступово романізувалися. До початку VIII століття весь півострів перебував під готським контролем. Попри це португальські терени лишалися під сильним культурно-господарським впливом свевів та аланів. Зокрема, залишки аланських поселень знайдені біля сучасного Аленкера, Коїмбри та Лісабона.
У 711—720 роках весь Піренейський півострів, включно з територією Португалії, завоювали мусульманські війська Омеядського халіфату. Вони знищили готську державу і приєднали християнські землі до своєї імперії. 750 року на її уламках в Іспанії постав Кордовський емірат, що 929 року став халіфатом. 1031 року він розколовся на емірати-тайфи, які ворогували між собою. Більшість португальських теренів контролювала Бадахоська тайфа, яка після 1022 року була підкорена тайфою Севільї. 1086 року усі еміратства півострова визнали верховенство марокканської імперії Альморавідів, а з 1147 року — держави Альмохадів. За ісламського панування в VIII—XIII століттях зросла кількість мусульман, переважно з числа мігрантів — арабів і берберів (маврів) з Північної Африки. Основними ісламськими центрами мусульман у Португалії були Бежа, Сілвеш, Алкасер, Сантарен і Лісабон. Важливу роль в економічному житті міст грали євреї, що мешкали на півострові від римських часів.

### Середньовіччя і новий час

#### Португальське графство

Реконкіста (718—1492).

718 року на півночі Піренейського півострова християнські повстанці, що не бажали миритися з ісламською окупацією, проголосили незалежне Астурійське королівство під проводом готського князя Пелагія. 722 року він розбив мусульманські сили під Ковадонгою й проголосив себе королем. Невдовзі Астурія стала оплотом Реконкісти — руху за повернення християнської батьківщини. У IX столітті, за правління короля Альфонсо III, астурійці на чолі з Вімарано Перешом звільнили від мусульман межиріччя Міню й Дору в Північній Португалії. Центром визволених земель стало морське місто Порт-Кале (Порту). На базі нього постало Порткалеське графство у складі Астурійського королівства, згодом зване Португальським. 868 року Вімарано Переша було призначено першим португальським графом, землі якого стали зватися Португалією (лат. Portucale, Portugale, Portugalia).
910 року, внаслідок династичних чвар, Астурійське королівство розділилося на три — Астурію, Галісію і Леон, але 924 року було об'єднане знову як Леонське королівство. Розпади і об'єднання держави тривали протягом Х — XI століть. У період роздробленості Португальське графство перебувало у складі Галісії, але 1071 року втратило автономію. Після чергового приєднання Галісії до Леону, леонсько-кастильський король Альфонсо VI відділив португальські землі від галісійських і включив до свого домену. 1093 року він дарував їх як оновлене Португальське графство франкському лицарю Генріху з Бургундського дому, чоловікові своєї доньки Терези.

#### Королівство. Бургундська династія
1128 року Португальське графство очолив Афонсу I, син Генріха. Усунувши свою матір-графиню від влади, він прийняв титул князя і обрав курс на відокремлення від Леонського королівства. 25 липня 1139 року Афонсу здобув перемогу над мусульманами при Оріке, після якої лицарі проголосили його королем Португалії. Ця легендарна подія вважається точкою відліку незалежного Португальського королівства. 1143 року його самостійність визнав леонський король Альфонсо VII, а 1179 року — Святий Престол в особі римського папи Олександра III.
Задля утвердження своєї держави король Афонсу та його нащадки брали активну участь у Реконкісті. За допомоги Церкви, чернечих орденів та хрестоносців португальські монархи захопили Лісабон (1147), Сантарен (1184), Бежу та інші міста. 1249 року зі здобуттям Фару Реконкіста на теренах сучасної Португалії завершилася. 1255 року столицю країни перенесли до Лісабона. Теперішніх кордонів Португалія набула 1279 року після успішної війни з Кастильською Короною. За правління короля Дініша та його спадкоємців країна жила в мирі. Проте чорною сторінкою стала епідемія чуми 1348—1349 років, яка спустошила королівство. 1373 року Португалія уклала військовий союз із Англією, що розпочав багатовікову історію португальсько-англійських політичних і культурних взаємин, і фактично є чинним дотепер.

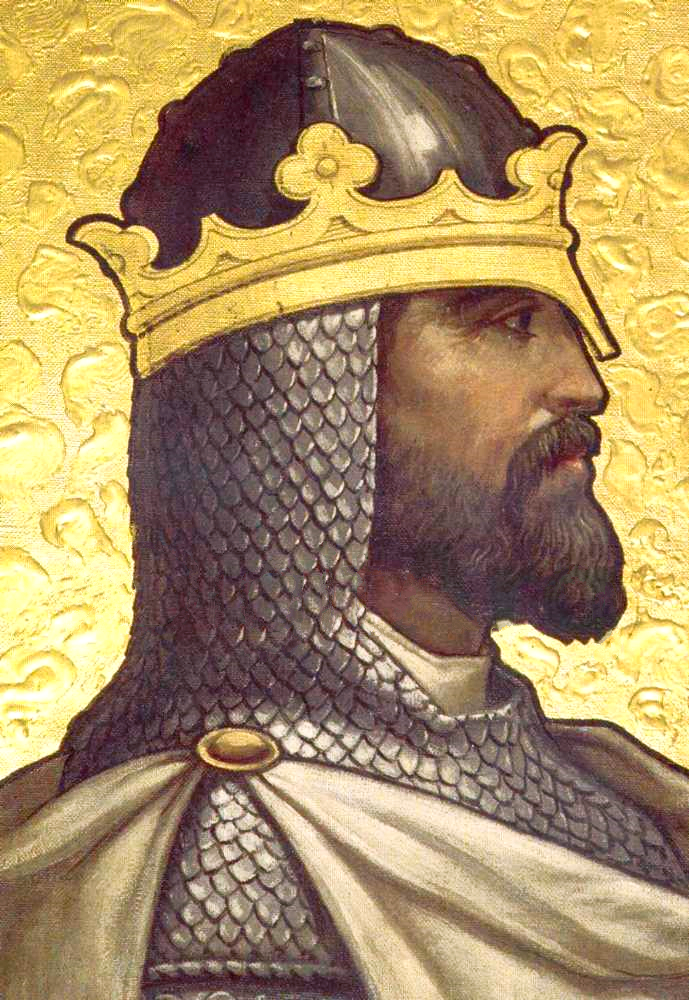
Афонсу І
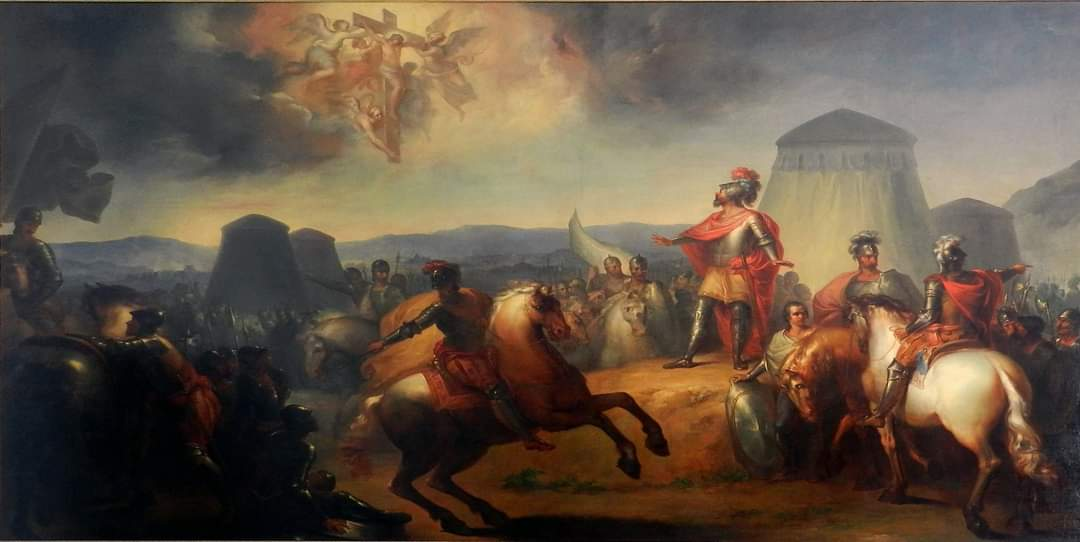
Битва при Оріке
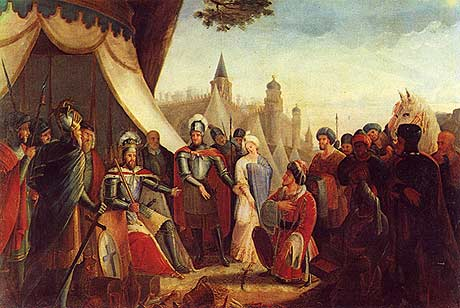
Звільнення Лісабона
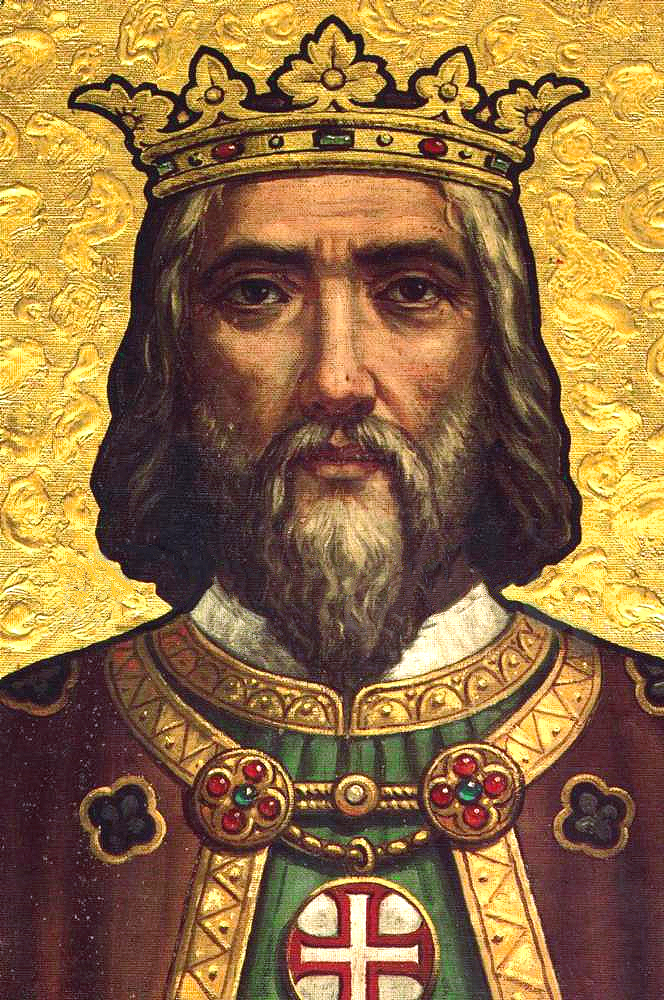
Дініш

#### Авіська династія. Географічні відкриття
1383 року після смерті короля Фернанду I, що не мав синів, у Португалії почалася династична криза. Вона призвела до громадянської війни та інтервенції Кастилії, король якої Хуан І претендував на португальську корону як зять покійного монарха. Португальська дрібна шляхта і міщани виступили за самостійність країни і підтримали авіського магістра Жуана (згодом — Жуан I) у боротьбі за престол. 1385 року кортеси проголосили Жуана королем Португалії, а його війська розбили кастилійців у вирішальній битві при Алжубарроті. Ця перемога ознаменувала утвердження Авіської династії в Португалії.
У XV—XVI століттях португальці стали авангардом християнської Європи в Добу великих географічних відкриттів. Завдяки цьому вони перетворили свою країну на одну з наддержав тогочасного світу. Португальські мореплавці дослідили Азори, Мадейру і західне узбережжя Африки. Свої здобутки Португалія закріпила Тордесільяським договором 1494 року з конкуруючою Іспанією, що поділив ще недосліджений європейцями світ на зони двох країн. 1498 року, за правління короля Мануела І, португалець Вашку да Гама відкрив морський шлях до Індії. Його наступники проклали шляхи до країн Південно-Східної Азії, Китаю та Японії. Спираючись на факторії та колонії в Гоа, Малацці, Макао, Тиморі, Португалія монополізувала міжнародну торгівлі в Індійському океані, яка стала приносити їй величезні прибутки. 1500 року Педру Алваріш Кабрал відкрив Бразилію, а Гашпар Корте-Реал — Канаду. 1521 року португальські кораблі першими досягли Австралії. Сарагоський договір 1529 року закріпив португальські здобутки у Новому світі.

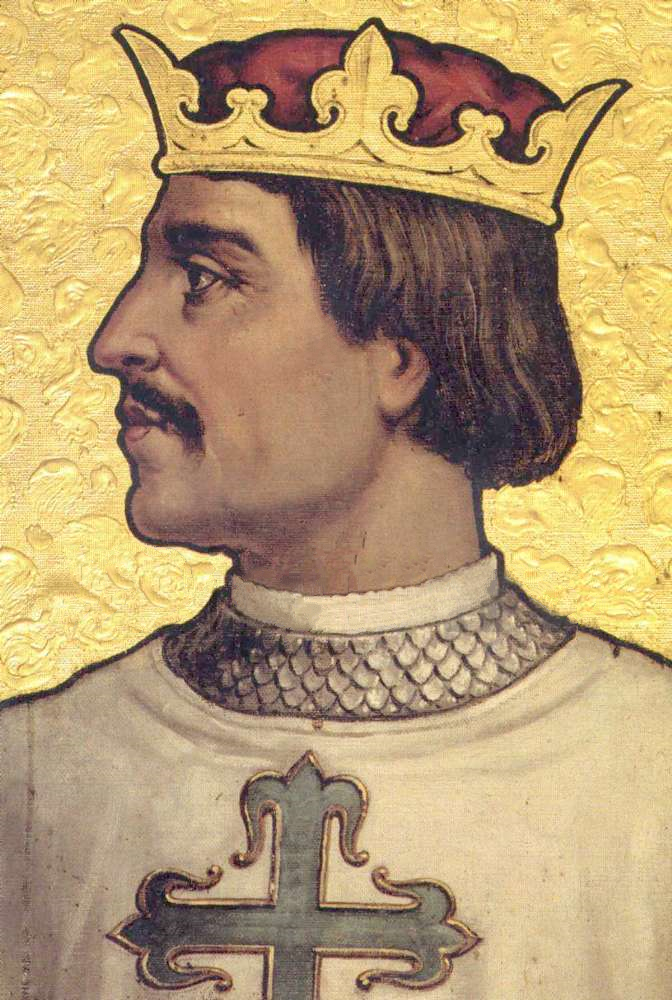
Жуан І
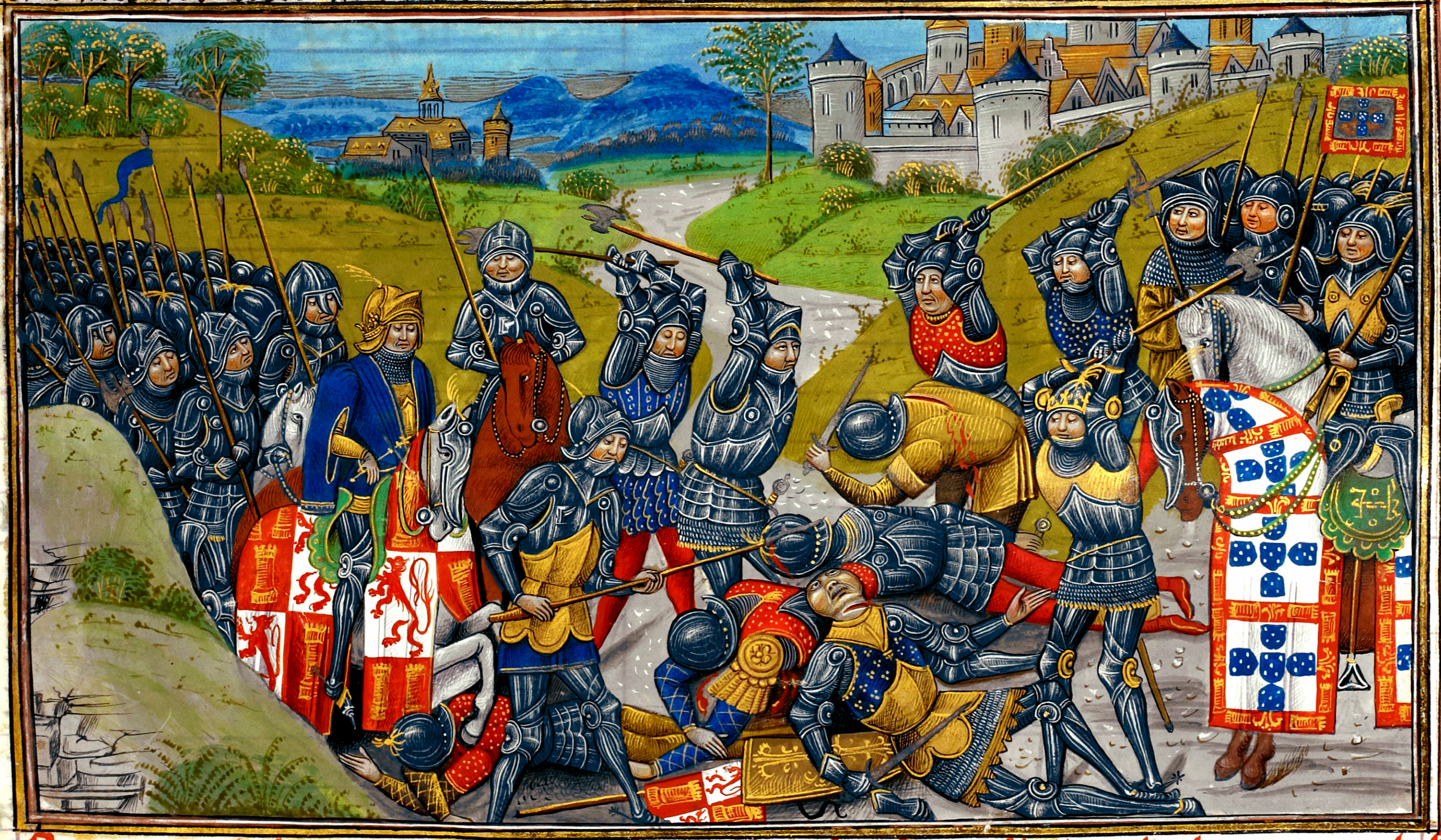
Битва при Алжубарроті
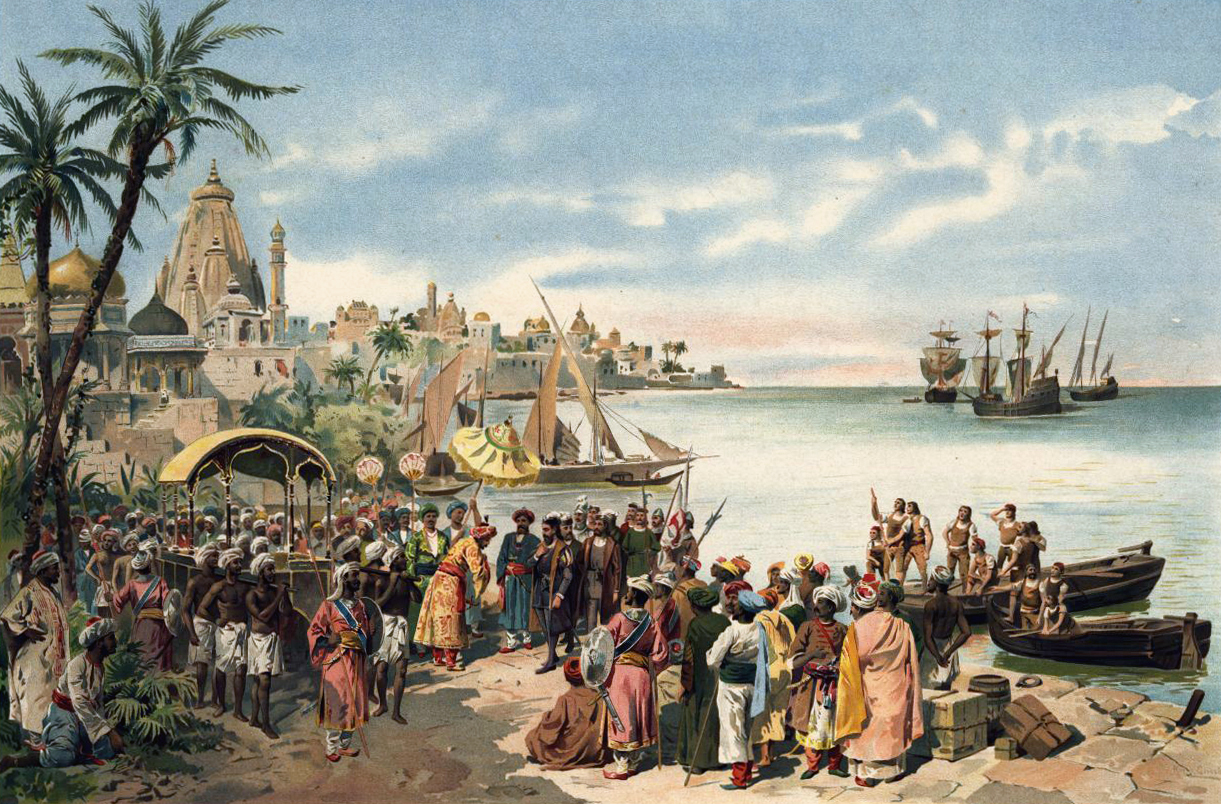
Відкриття Індії
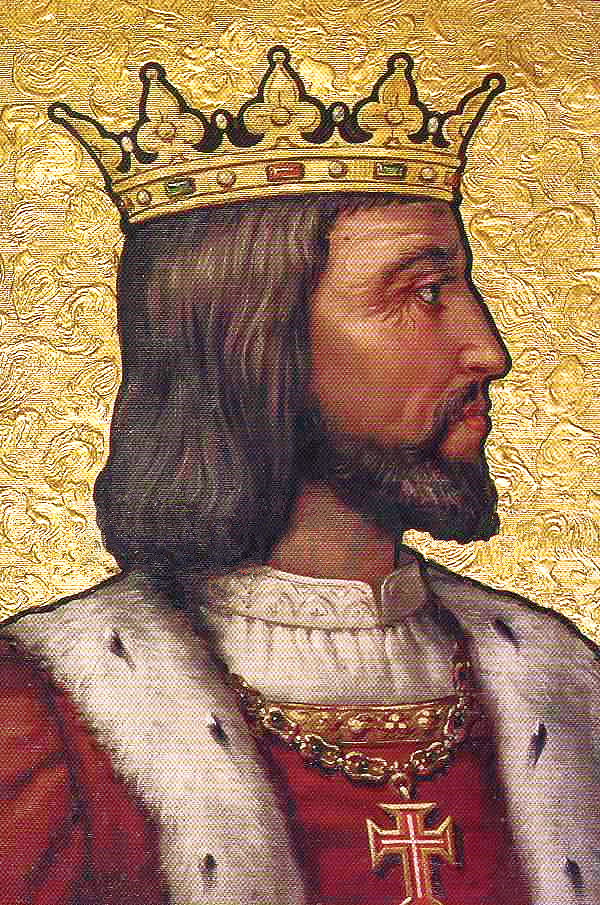
Мануел І

#### Іберійська унія. Браганська династія
1580 року помер португальський король Енріке, останній представник Авіської династії. Він не залишив спадкоємця, що спричинило політичну кризу. За умовами Іберійської унії Португалія уклала династичний союз із Габсбурзькою Іспанією, король якої Філіп II прийняв титул португальського короля (Філіпп І). Португалія втратила незалежність, але зберігала широку внутрішню автономію. Наслідком союзу стала участь португальців у іспанських війнах проти протестантських Нідерландів та Англії. Через них Португалія втратила монопольні позиції в Індійському океані, які перехопили голландці.
1640 року частина португальської знаті повстала проти іспанської влади, проголосивши своїм королем Жуана IV з Браганського дому, далекого родича Авіської династії. Це спричинило так звану Реставраційну війну між Португалією й Іспанією, що завершилася 1668 року відновленням португальської самостійності. Португальські королі з Браганського дому встановили у країні абсолютистський режим. За правління Педру II, що прийшов до влади внаслідок палацового перевороту, поновилася колоніальна експансія. Його син Жуан V посилив експлуатацію заморських територій, але виснажив державну скарбницю будівництвом палаців та придбанням мистецьких шедеврів. У XVIII столітті в Бразилії почалася золота лихоманка, внаслідок чого туди мігрувало близько 600 тисяч жителів Португалії — один із наймасовіших прикладів переселення європейців до Американського континенту в часи колоніалізму.

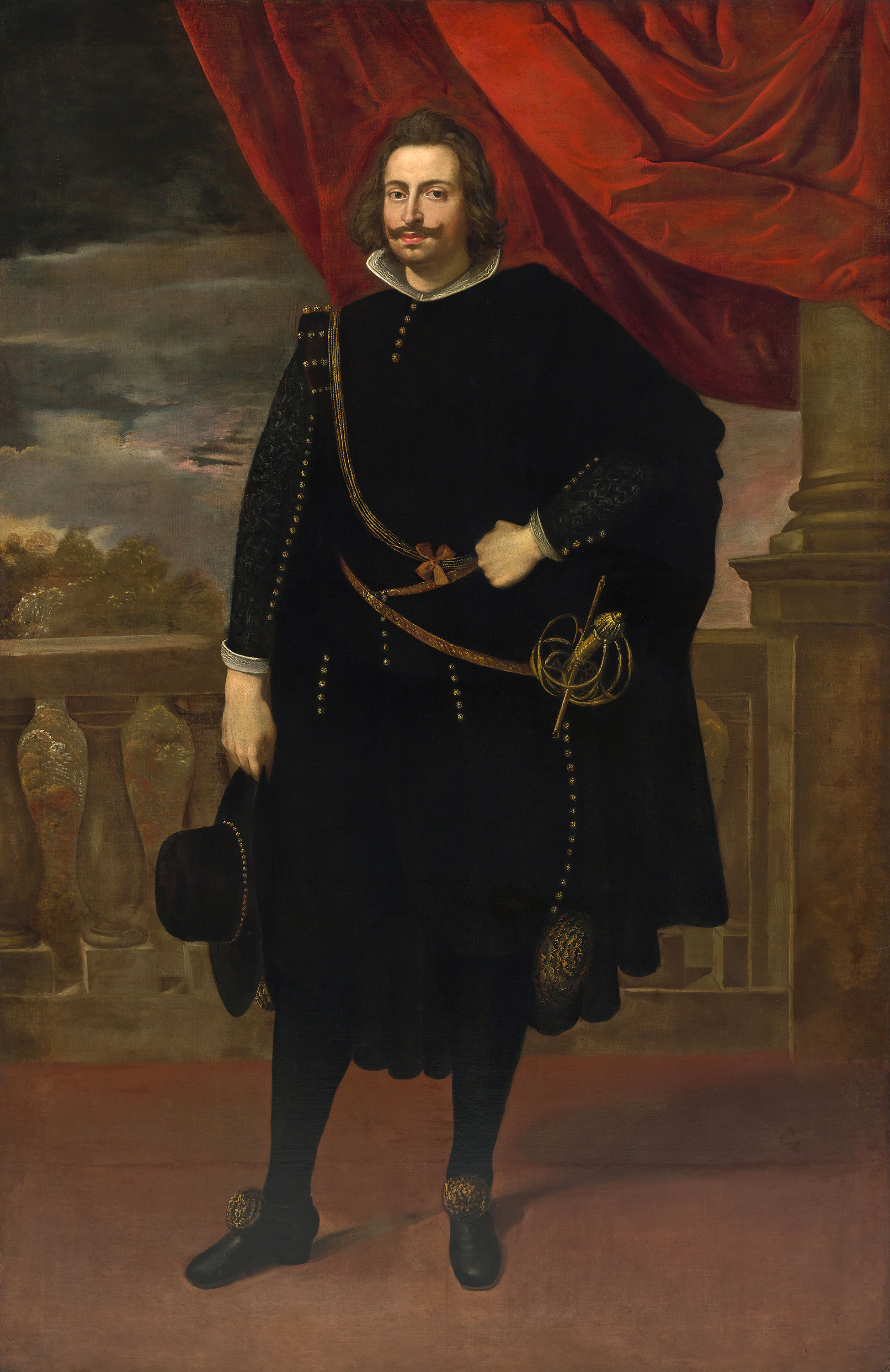
Жуан IV
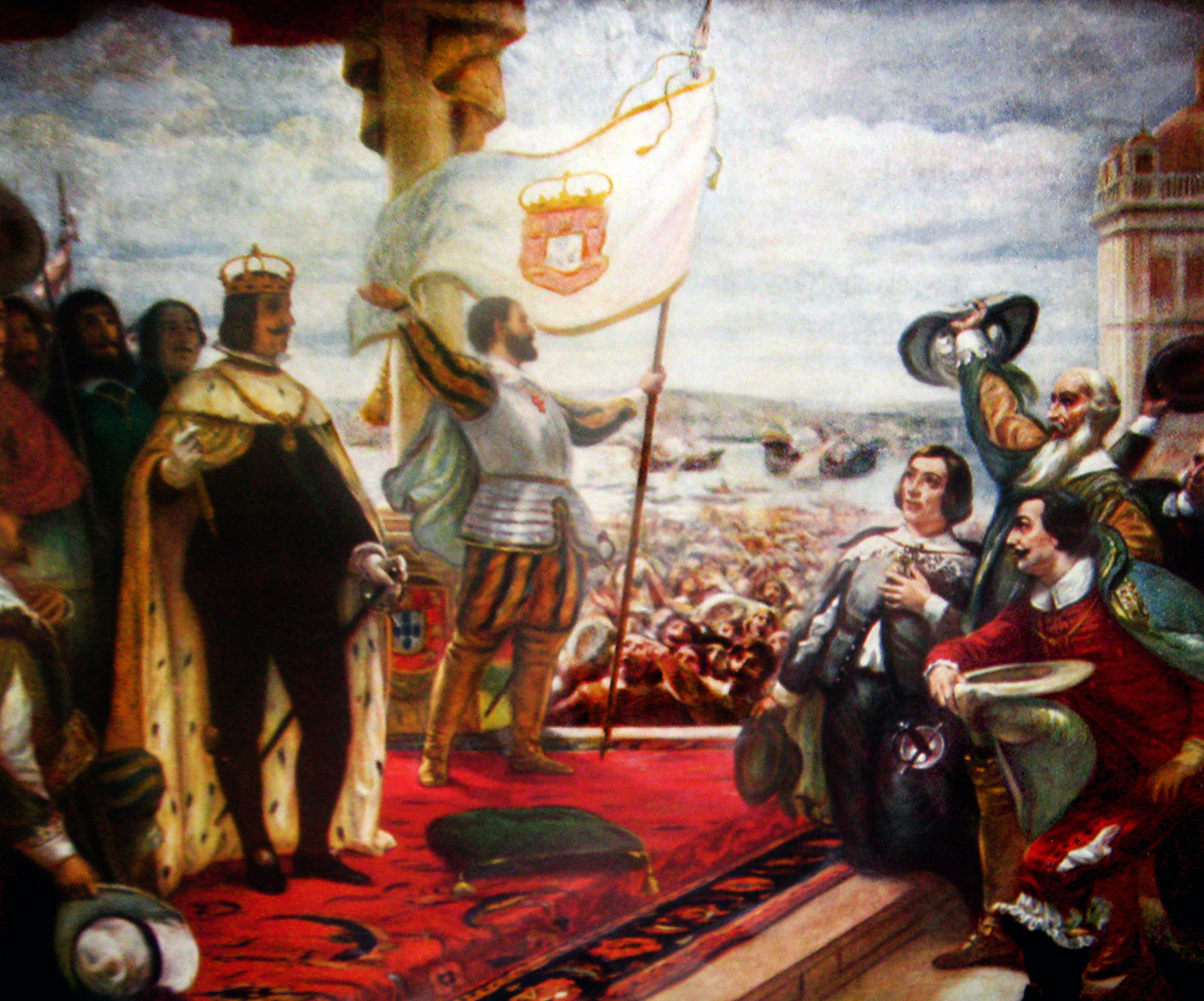
Реставрація незалежності
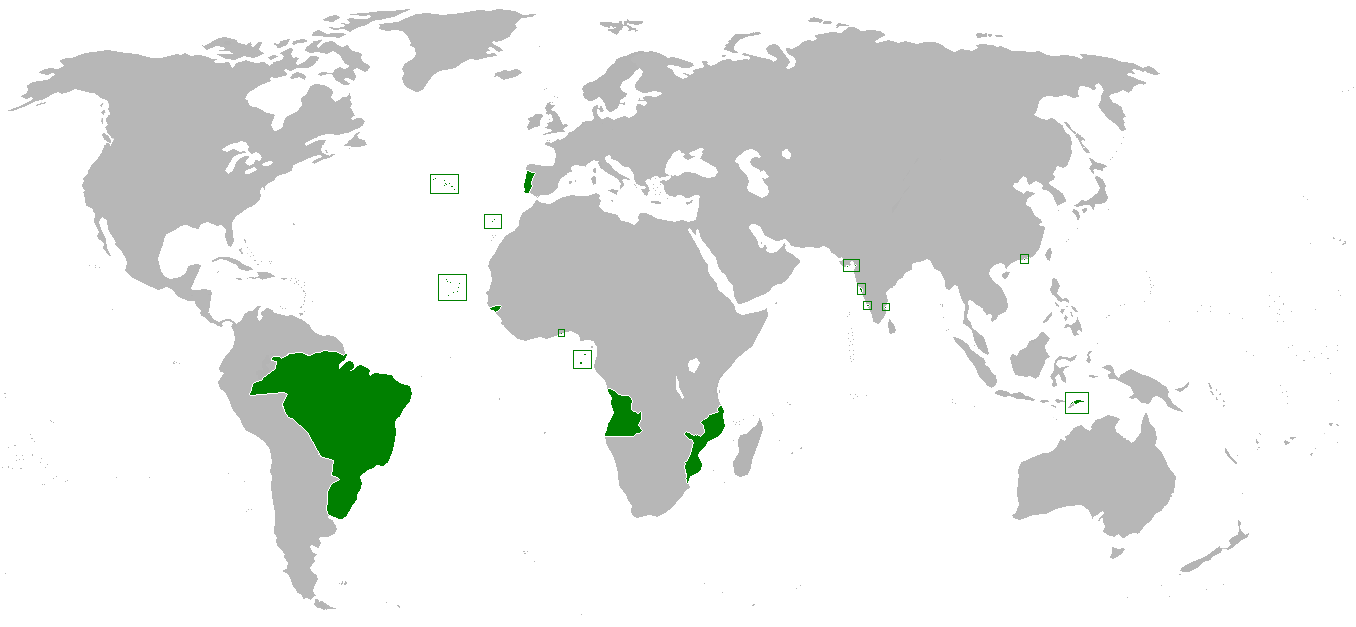
Португальська «імперія»
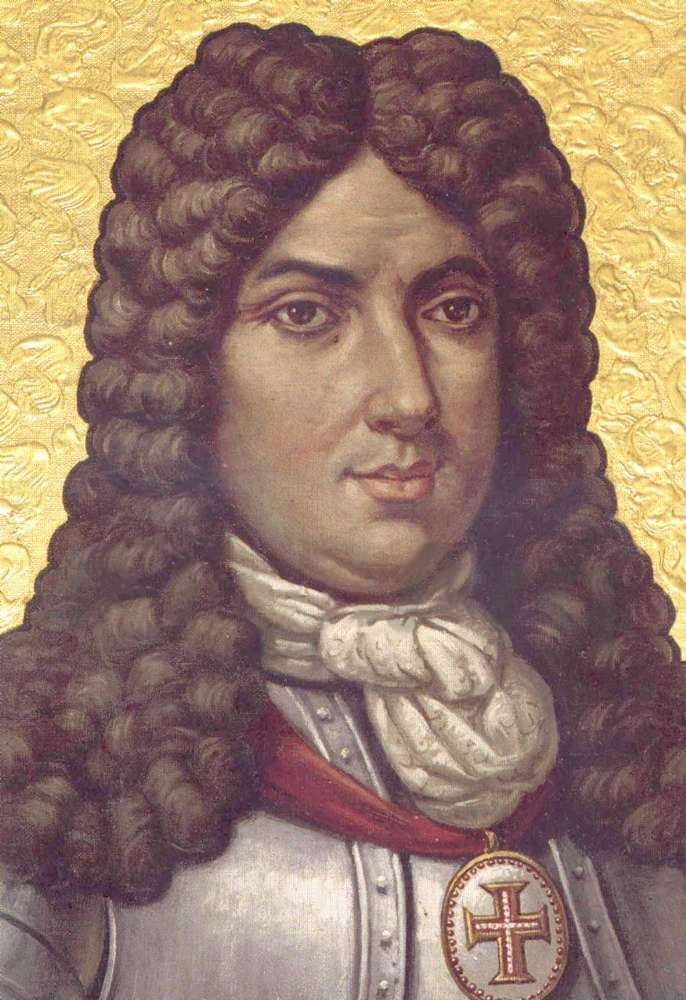
Педру II

#### Занепад
1755 року Португалія зазнала непоправного удару від великого землетрусу, магнітудою 8,5—9 балів, та цунамі. Столиця Лісабон була вщент зруйнована. Король Жозе I доручив її відбудову голові уряду, помбальському маркізу Себаштіану де Карвалю, послідовнику ідей просвітництва, який встановив у країні авторитарний режим. Маркіз провів радикальні реформи — скасував рабство, реорганізував збройні сили та податкову систему, але водночас, жорстоко придушив опозицію, обмежив права підданих та Церкви, посилив урядову цензуру і заборонив діяльність єзуїтів.
1807 року до Португалії вдерлися французькі війська Наполеона, які спустошували країну протягом наступних 4 років. Весь королівський двір переїхав до Бразилії, встановивши столицю в Ріо-де-Жанейро. 1821 року король Жуан VI повернувся до Лісабона, але залишив в Південній Америці крон-принца Педру. Останній, за підтримки бразильської знаті, проголосив незалежність Бразилії в 1822 році й став її першим імператором. 1826 року, після смерті батька, Педру зійшов на португальський трон під іменем Педру IV, але надаючи перевагу Бразилії, відмовився від нього на користь своєї доньки Марії II. Проти цього виступив його брат Мігел І, який узурпував престол. Це спричинило війну між двома таборами, яка закінчилися 1834 року поразкою Мігела та інтронізацією Марії II. Землетрус, французька окупація, втрата найбагатшої бразильської колонії та міжусобні війни завдали непоправної шкоди суспільно-політичному розвитку Португалії.

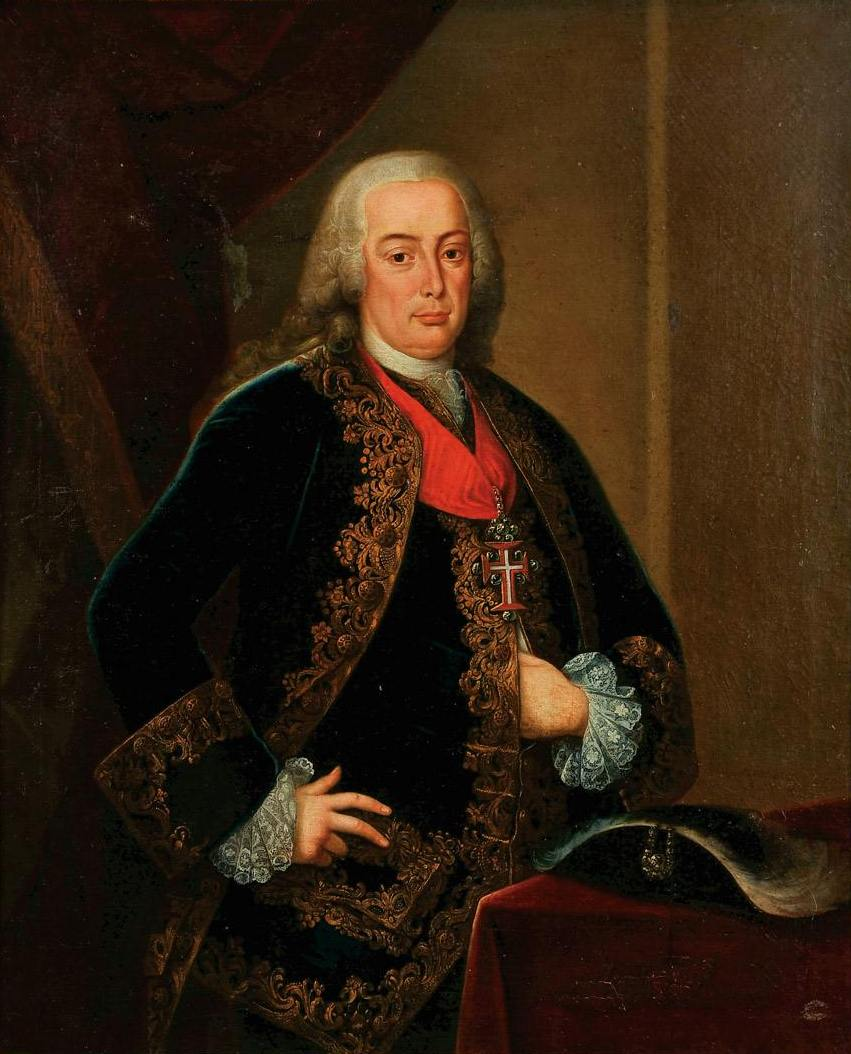
Себаштіан де Карвалю
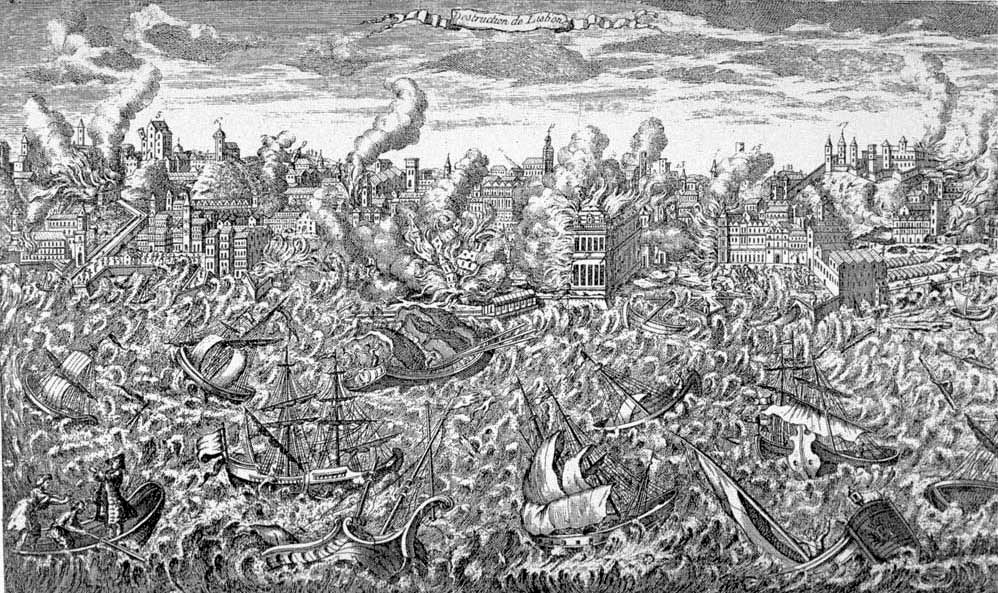
Лісабонський землетрус
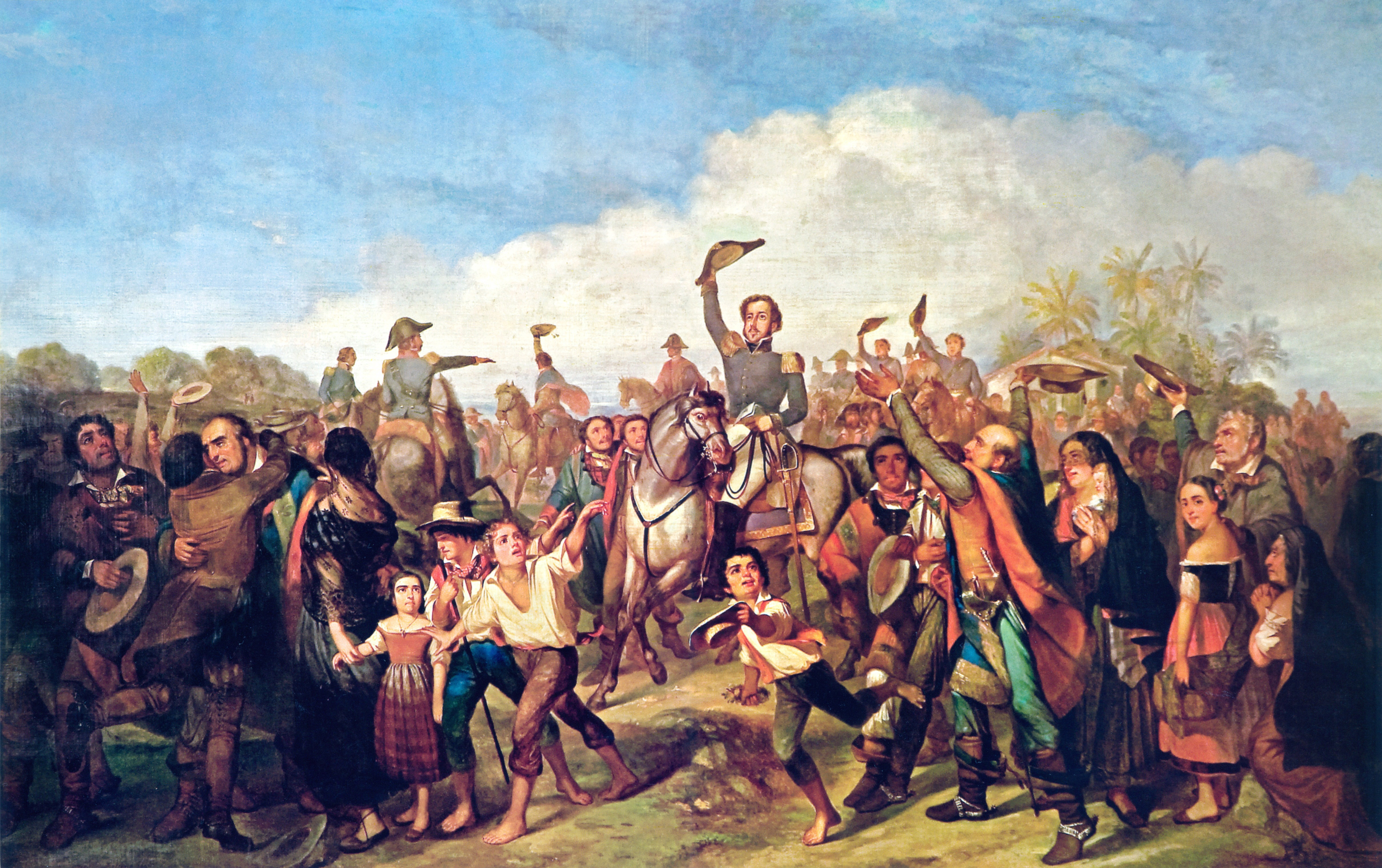
Незалежність Бразилії
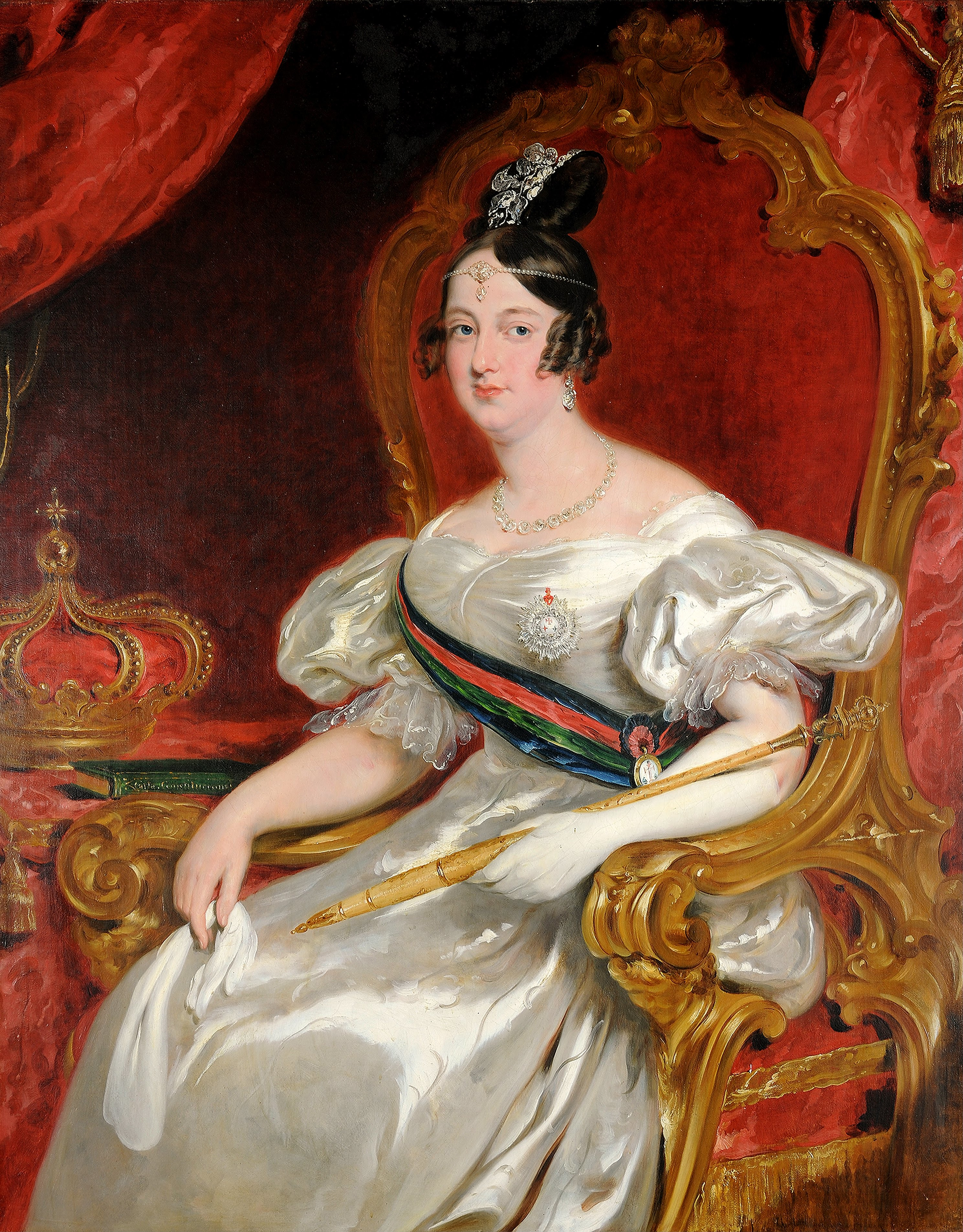
Марія II

#### Конституційна монархія
За королеви Марії II в країні утвердилася конституційна монархія. Правителька одружилася з німецьким принцом Фердинандом (Фернанду ІІ), давши початок Брагансько-Кобурзькій династії. У 1850—1860 роках їхні сини, королі Педру V та Луїш, розпочали модернізацію системи комунікацій та транспорту Португалії та колоній. Вони зберігали за країною володіння в Африці (Ангола, Мозамбік, Гвінея-Бісау, Сан-Томе, Кабо-Верде) та Азії (Португальська Індія, Тимор, Макао), попри тиск імперіалістичних держав. З 1884 року африканські володіння у Португалії отримали визначені кордони за рішенням Берлінської конференції.
З кінця XIX століття Португалія увійшла у глибоку соціально-економічну кризу. За правління короля Карлуша країна двічі проголошувалася банкрутом — в 1892 і 1902 роках. Це спричинило колапс господарчої системи, критику монархії, політичну кризу та радикалізацію населення. 1908 року португальські ліві здійснили теракт у Лісабоні, під час якого вбили короля Карлуша та спадкоємця престолу Луїша-Філіпе. Новим королем було проголошено Мануела II, який виявися останнім — його скинули з престолу соціалісти під час Португальської революції 5 жовтня 1910 року.

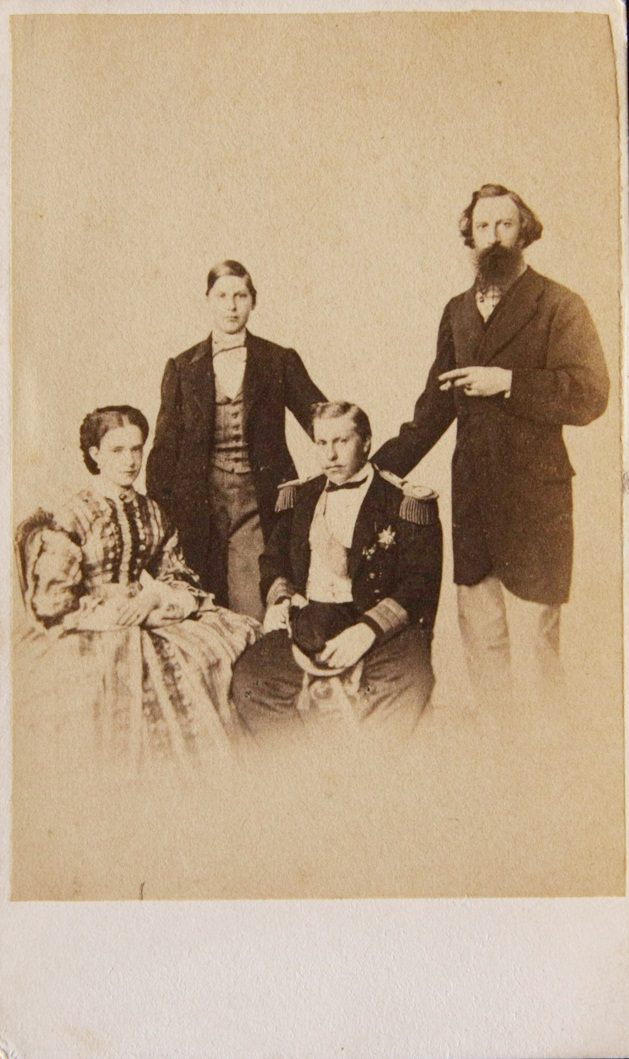
Марія II і Фернанду II з синами
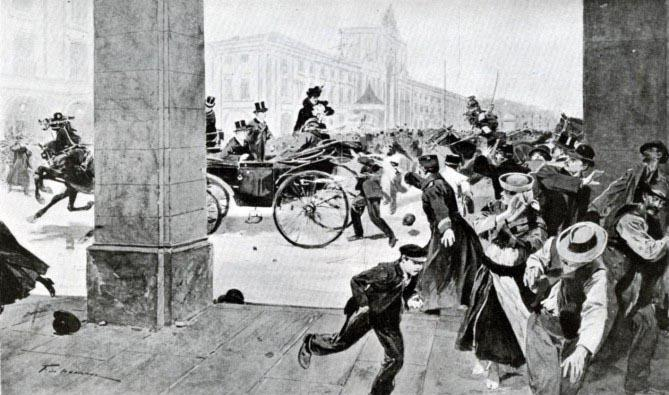
Убивство короля
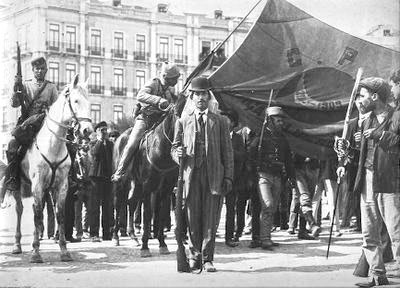
Революціонери
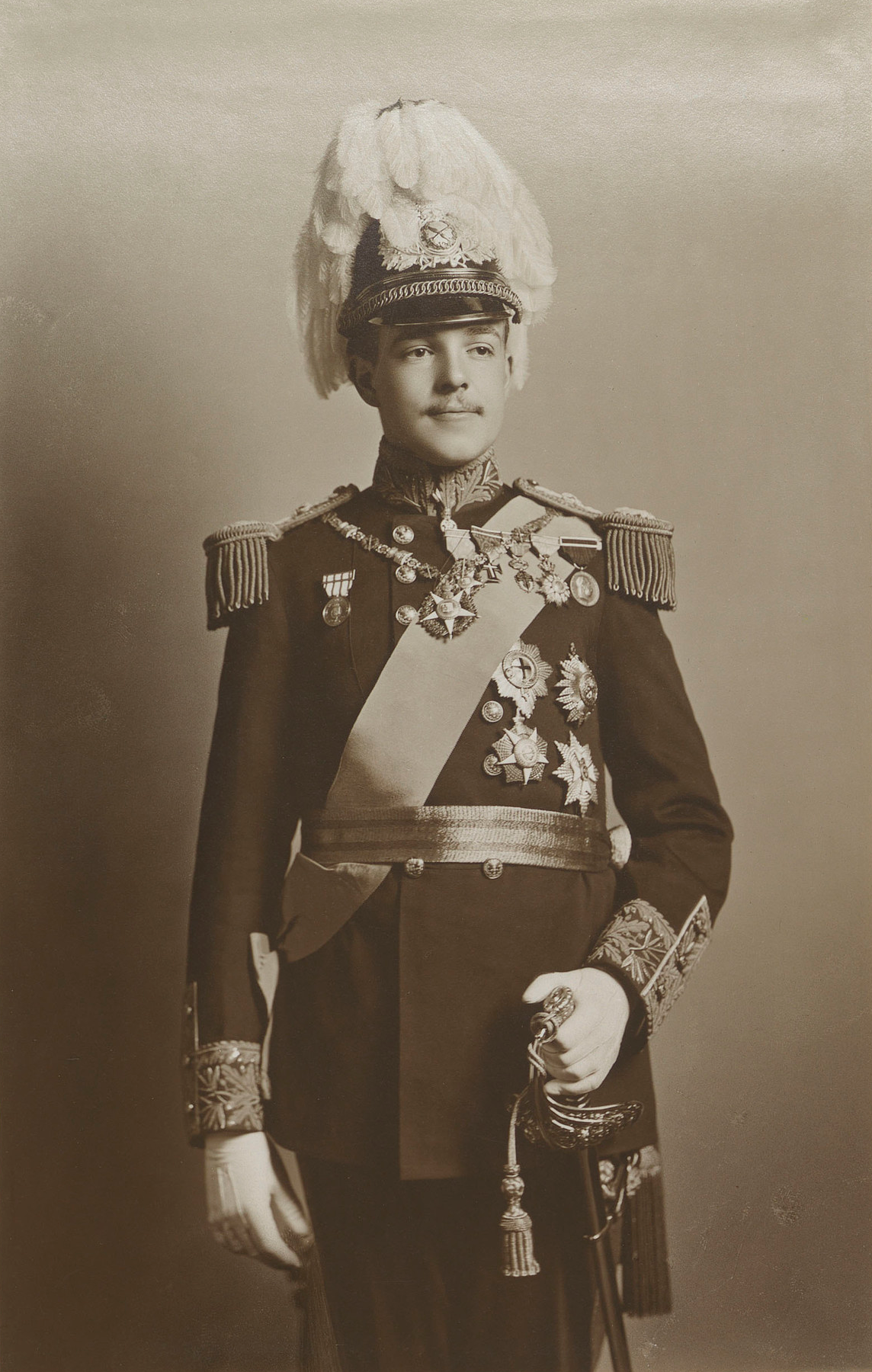
Мануел II

### Новітній період

#### Перша і Друга Республіка
Внаслідок революції 1910 року в Португалії була встановлена Перша Республіка. Повалення монархії і прихід до влади лівих сил погіршив ситуацію в країні. Під управлінням вісьмох президентів в Португалії запанували правова анархія, корупція, глибока соціальна нерівність, політичний і атеїстичний терор. Участь Португалії у Першій світовій війні на боці Антанти в 1916—1918 роках не дала країні вигод. Внаслідок збільшуваного безладу, 28 травня 1926 року в Португалії відбулася революція національно-консервативних сил, які проголосили створення Національної диктатури. Згодом, це призвело до утвердження в 1933 році націоналістичного авторитарного режиму під проводом голови уряду, професора Антоніу Салазара. Він отримав назву Нової Держави або Другої Республіки, яка проіснувала до 1974 року.
Шляхом репресивних заходів Салазар відновив суспільний порядок і португальську економіку. Усвідомлюючи руйнівну силу комуністично-соціалістичних ідей, він заборонив радикальні рухи й допомагав сусідній Іспанії в особі Франко боротися проти лівацького уряду. Під час Другої світової війни Португалія зберігала нейтралітет, а з початком Холодної війни приєдналася до західного антирадянського блоку. За Салазара країна стала членом НАТО (1949), ООН (1955), ЄАВТ (1960) та ОЕСР (1961). Намагаючись протистояти визвольному рухові в колоніях, Салазар ініціював проекти з переселення білого населення до Азії та Африки, і, водночас, популяризував доктрину лузотропікалізму — ідею толерантної Португалії як трансконтинентальної держави, а не імперії. Незважаючи на ці заходи уряд Індії захопив португальські володіння на своєму узбережжі впродовж 1954—1961 років, а в 1961 році народи Анголи, Мозамбіку та Гвінеї повстали проти португальського панування. Через колоніальну війну міжнародна спільнота наклала санкції на Португалію, але Салазар та його наступник Каетану до останнього намагалися зберегти цілісність держави.

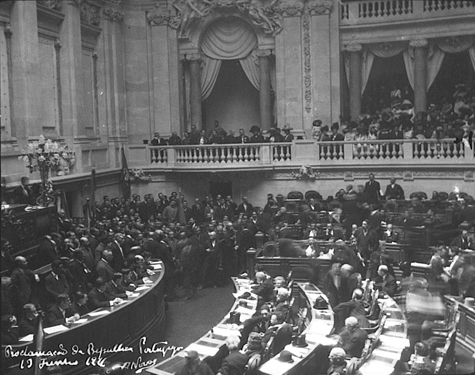
Проголошення Республіки
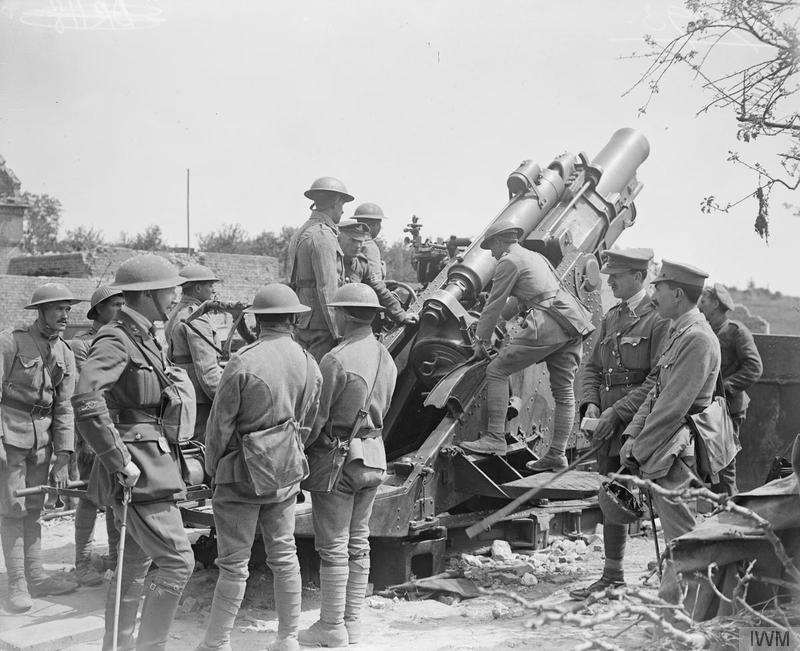
Перша світова війна
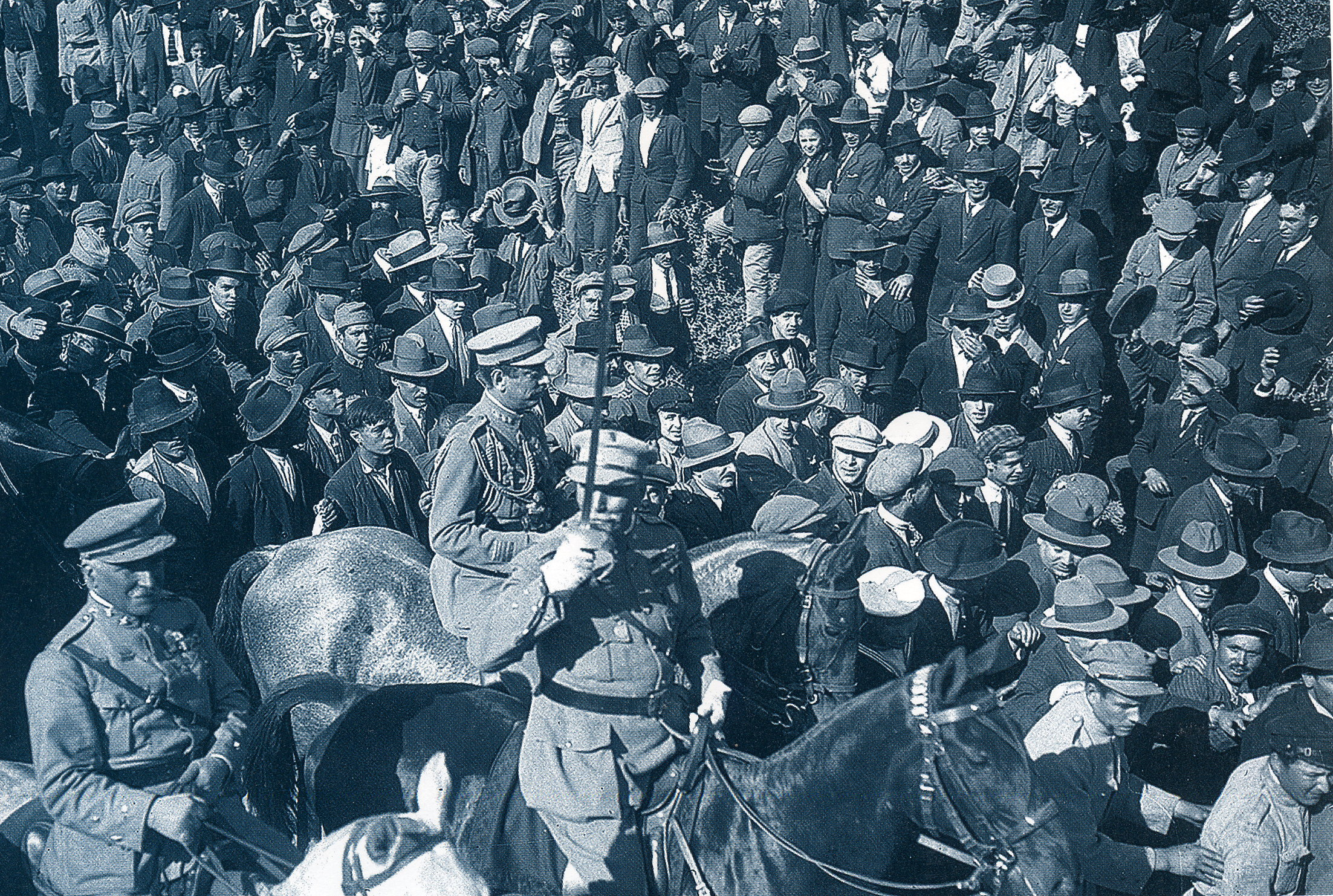
Національна революція
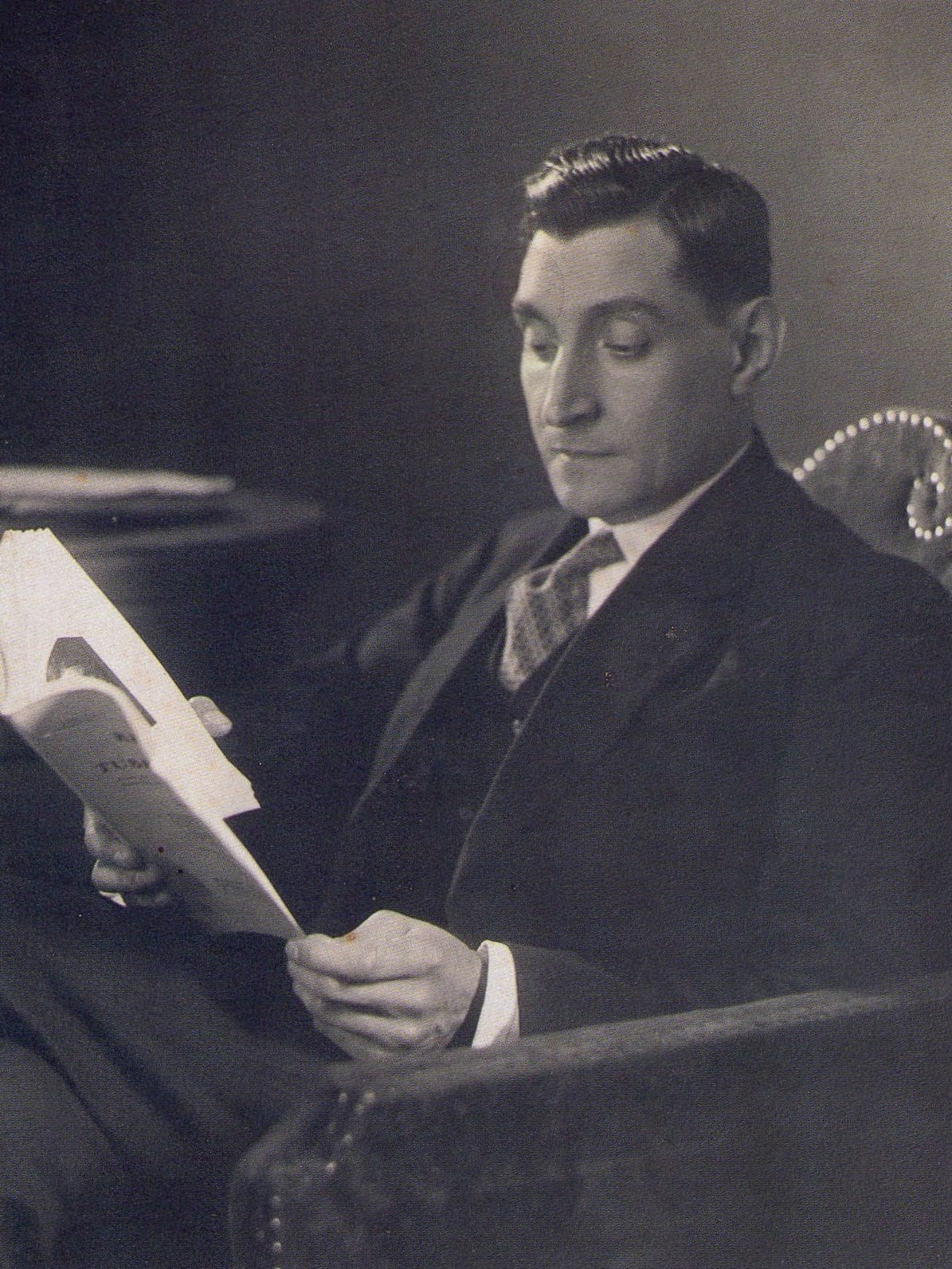
Антоніу Салазар

#### Третя республіка
25 квітня 1974 року в Лісабоні, під проводом офіцерів-ліваків, відбувся державний переворот, що отримав назву Революції гвоздик. Внаслідок повалення Нової Держави постала Третя Португальська Республіка, сучасна Португалія. Владу на себе взяла Рада національного порятунку. 1975 року вона визнала втрату африканських колоній та Східного Тимору, що спричинило масову репатріацію (близько 1 млн) білого населення до Португалії. За прем'єрства соціаліста Маріу Суаріша (1976—1978, 1983—1985), з метою досягти дореволюційного рівня економічного розвитку, Португалію реформували під наглядом МВФ. Уряд обрав курс на входження до ЄЕС і провів земельну реформу. 1976 року він оприлюднив нову Конституцію, написану у соціалістичному дусі.
1986 року Португалія стала членом Європейських Співтовариств задля імпульсу в соціально-економічному розвитку. 1995 року країна увійшла до Шенгенської зони, а 1999 року — до єврозони. Внаслідок фінансової кризи 2000-х років португальський уряд став отримувати дотації та кредити від МФВ і ЄС. Португалія повністю відмовилася від колоній, передавши в 1999 році володіння Макао Китайській Народній Республіці.

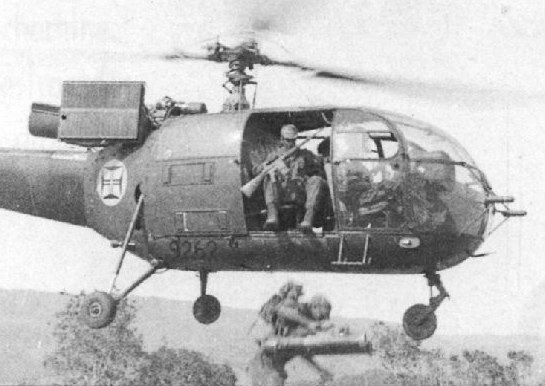
Португальці в Африці
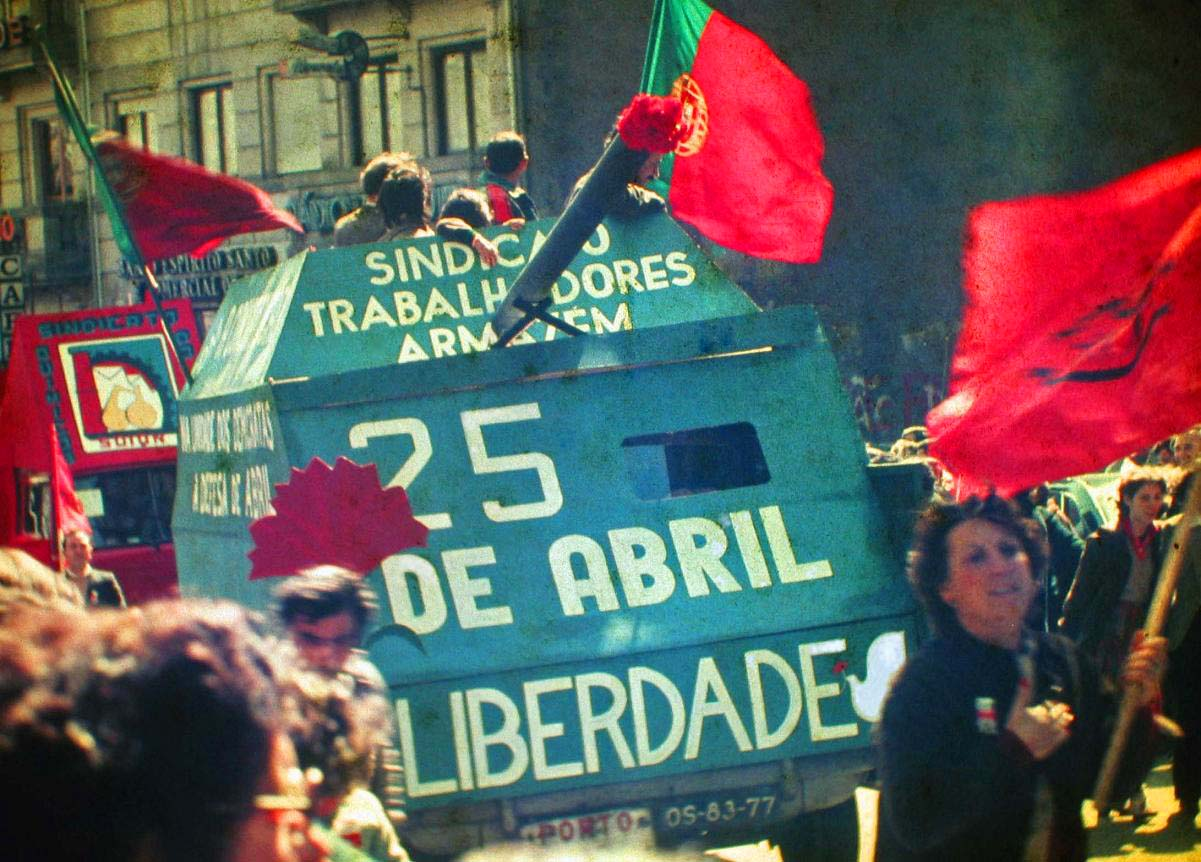
Революція гвоздик
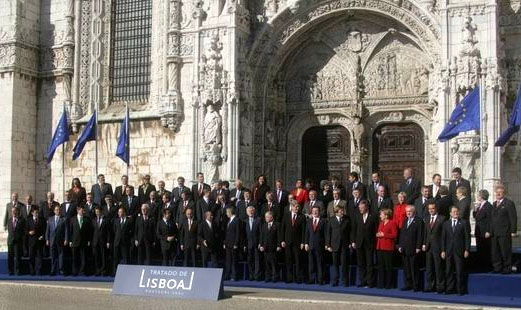
Лісабонський договір
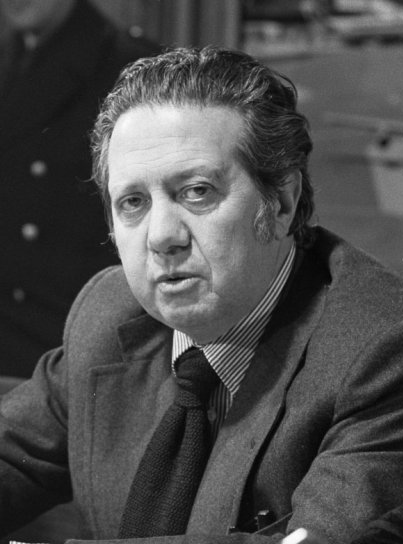
Маріу Суаріш

## Політика
Португалія — є парламентською республікою (з 1974 року). Президент Португальської Республіки обирається загальним голосуванням на 5 років. У січні 2016 року президентом Республіки обрано Марселу Ребелу ді Соза.
Уряд очолює прем'єр-міністр, який, як правило, є лідером, що переміг на парламентських виборах. Прем'єр-міністр формує склад свого кабінету. Від 26 листопада 2015 року головою уряду є Анто́ніу Ко́шта.
Парламент (Асамблея Республіки) обирається за партійними списками на 4 роки і є однопалатним. До складу парламенту входять 230 депутатів. Попередні парламентські вибори відбулися 5 червня 2011 року, на яких перемогла соціал-демократична партія, здобувши 38,68 % голосів.
Членство в міжнародних організаціях — Португалія є членом ООН, СОТ, МВФ, ВООЗ, НАТО, ЄС, Організації економічного співробітництва і розвитку.

### Безпека
- Збройні сили Португалії
  - Португальська армія
  - Португальський флот
  - Повітряні сили Португалії
- Національна республіканська гвардія (Португалія)
- Поліція державної безпеки

### Міжнародні відносини
- Португальсько-іспанські відносини
- Португальсько-марокканські відносини
- Португальсько-українські відносини

## Економіка

Розподіл експорту Португалії у країни світу у відсотках для кожної окремо взятої країни в 2006 році порівняно з лідером Іспанією (100 % = $11 493 400 000).

Португалія — індустріально-аграрна країна. Основні галузі промисловості: текстильна та легка промисловість, деревообробна та паперова, металургійна, нафтопереробна, хімічна, гірнича, рибна, виноробство. У промисловості переважають великі підприємства транснаціональних і національних монополій, бл. 2/3 промислового потенціалу зосереджено на Атлантичному узбережжі країни. Розвинута нафтохімічна і гірничодобувна пром-сть. Транспорт: автомобільний, залізничний, морський, повітряний. Однак, за західноєвропейськими стандартами транспортна мережа розвинена недостатньо. Міжнародні аеропорти функціюють в Лісабоні, Порту, Фару, на Азорських о-вах і Мадейрі.
За даними [Index of Economic Freedom, The Heritage Foundation, U.S.A. 2001]:
- ВВП — 16,3 млрд $.
- Темп зростання ВВП — 3,9 %.
- ВВП на душу населення — 11 672 $.
- Прямі закордонні інвестиції — 1 млрд $.
- Імпорт (енергоносії, сировину для ряду галузей промисловості і продовольство) — 41,4 млрд $ (г. ч. Іспанія — 24,0 %; Німеччина — 14,0 %; Франція — 11,2 %; Італія — 7,9 %; Велика Британія — 6,6 %).
- Експорт (текстиль, одяг, взуття, лісоматеріали, включаючи пробку, судна, енергоустаткування, хімічні продукти) — 31,6 млрд  $ (г. ч. Німеччина — 19,0 %; Іспанія — 15,%; Франція — 14,4 %; Велика Британія — 12,1 %; Нідерланди — 4,8 %).

## Адміністративний устрій

Округи Португалії

Станом на 2017 рік Португалія поділяється на 2 автономні регіони (Азорські острови і Мадейра) та 18 округів. Регіони та округи поділяються на муніципалітети, які мають у своєму складі міста, містечка та парафії. Столиця країни — Лісабон. Райони Лісабона і Порту поділяються на квартали (bairros), квартали — на парафії (freguesias). Історичний поділ — провінції.
18 округів
1. Авейру
2. Бежа
3. Брага
4. Браганса
5. Візеу
6. Віана-ду-Каштелу
7. Віла-Реал
8. Гуарда
9. Евора
10. Каштелу-Бранку
11. Коїмбра
12. Лейрія
13. Лісабон
14. Порталегре
15. Порту
16. Сантарен
17. Сетубал
18. Фару

## Населення

### Чисельність
Португалія, в тому числі архіпелаг Азорські острови і Мадейра налічує 10 529 255 мешканців, що являє собою густоту населення в 114 чоловік на квадратний кілометр. Офіційна мова, якою послуговується практично все населення країни — португальська.
- Вікова структура: 10—14 років — 16,6 % (916 234 чоловіків / 839 935 жінок), 15—64 років — 66,3 % (3 468 844 чоловіків / 3 538 779 жінок), 65 років і старші — 17,1 % (744 787 чоловіків / 1 057 633 жінки)
- Темпи росту населення — 0,39 %
- Народжуваність — 10,82 новонароджених на 1000 осіб населення
- Смертність — 10,43 смертей на 1000 осіб населення
- Співвідношення статей: при народженні — 1,07 хлопчаки / 1 дівчинка, у віці до 15 років: 1,09 хлопчаки / 1 дівчинка, у віці від 15 років до 64 років: 0,98 чоловіків / 1 жінку, у віці 65 років і старше: 0,7 чоловіків / 1 жінку, сумарний показник — 0,94 чоловіків / 1 жінку
- Коефіцієнт дитячої смертності — 5,05 смертей на 1000 новонароджених.
- Очікувана тривалість життя: загальна — 77,53 років, для чоловіків — 74,25 років, для жінок — 81,03 років.
- Загальний коефіцієнт народжуваності — 1,36 новонароджених припадає на одну жінку
- Показник міграції — 3,49 мігрантів на 1000 осіб населення.

Після 2000 року португальське населення зростає, але природний приріст населення (народжуваність мінус смертність) скорочується, корінне населення країни старішає і немає швидкого поновлення поколінь. Крім того, середня тривалість життя зросла у чоловіків і жінок, що зіграло вирішальну роль у процесі старіння населення. А головним джерелом поповнення чисельності населення країни стає, в чергове, міграція, як колишніх мешканців метрополій (особливо, бразилійців), так й з інших країн світу (особливо, з Східної Європи). Це зростання чисельності населення здебільшого відображається в прибережних районах Сетубалу, Порту, Авейру і Браги та передмістях Лісабона.

### Національний склад
Португалія вважається моноетнічною країною, населеною португальцями. Але водночас, ця моноетнічність доволі особлива, оскільки за віки свого існування в силу численних історичних факторів португальському суспільству доводилося поповнювати свою чисельність різними народностями й племенами (малими та значними групами), здебільшого, асимілюючи їх в своєму етносі. Завдяки своєму територіальному розташуванню (на Іберійському півострові) на переплетінні континентальних та суспільних процесів таке «поповнення» відбувалося доволі часто й різноманітним чином. Хоча на основі сучасних досліджень доведено, що головні генетичні особливості прадавніх португальців збігаються за основними позиціями з населенням сучасної Португалії. Як вважають, етнічні португальці походять від народів пізнього палеоліту, які, можливо, прибули до Піренейського півострова 35,000-40,000 років тому.
Подальшою етнічною складовою ставали постійні міграційні процеси, починаючи від доби енеоліту, бронзової і залізної доби до індо-європеїзації на Піренейському півострові (в основному кельтська група — «celtização»). Потім була латинізація, вторгнення німецьких племен, ісламістів мавритан, колоній юдеїв і рабів з Сахари, і всі вони також відобразилися на етнічному складі в країні. Але завдяки суспільній національній особливості (згодом назвуть «португальський націоналізм») всі ці впливи були поглинуті-асимільовані. Доволі важко перерахувати всі найбільш історично значущі етнічні групи, що вплинули на суспільство Португалії, адже то були культури: індоєвропейці прадавні іберійці та їхні нащадки; протокельти і кельти (лузітанці, галісійці, кельти…); були й фінікійці і карфагеняни, римляни, свеви, бури і вестготи, а також вандали й алани; деякі візантійські народи, бербери, араби та сакаліби (слов'янські раби); євреї-сефарди. Усі ці племена-народності залишили свій слід португальцям, іноді сильніше, іноді тільки рудиментарно — поодинокими особливостями.
Саме в такому етнічному «котлі» була сформована португальська ідентичність та їх суспільство, на таких особливостях й сформувалася етнічна «моно-складова» Португалії, котра не тільки черпала, але й віддавала. Адже, протягом віків, володіючи обширними колоніями, що в десятки разів перевищували територію Португалії, доводилося й віддавати значну частину свого етнічного багажу заради управління тими територіями. Тому єдиною етнічною видозміною вважається зворотна міграція населення колоній до метрополії. Але й надалі, португальське суспільство (за старими етнічними звичаями) поглинає ці потоки, вважаючи їх й надалі португальцями. Хоча наприкінці 20 століття таки вдалося сформувати дві етнічні складові в Португалії, які визначаються — португальці від 90 % до 95 % і мігранти від 5 % до 10 % (бразильці, українці, кабовердці, ангольці…).
У країні дуже багато робітників-українців. 2003 року була створена Спілка українців у Португалії; дійсний член ACIDI, СКУ, ЄКУ, УВКР. При Спілці відкрито 14 осередків і 9 українських суботніх шкіл.

### Мови

Лузосфера — світ поширення португальської мови.

Португальська мова — офіційна мова держави. Вона належить до романської групи індоєвропейських мов. Виникла на території Галісії в Іспанії та на півночі Португалії. Морфологічно вважається галісійсько-португальським мовним підтипом романських мовних груп. Ще понад 2000 років тому мешканці тутешніх країв асимілювали та взяли до вжитку латинську мову, як основну для народів, що були під впливом Великої Римської імперії. В силу багатьох історичних та етнічних чинників на Іберійському півострові місцевим народам вдалося привнести до «латиниці» свої численні мовні особливості, тим самим сотворивши автентичні мовні ознаки. А в епоху Великих відкриттів, португальцям вдалося поширити вплив на численні народи та території світу, в тому числі і у мовній сфері. У результаті чого, в даний час, португальська мова є також офіційною у Бразилії, Анголі, Мозамбіку, Кабо-Верде, Сан-Томе і Принсипі, Гвінеї-Бісау і Східному Тиморі та Макао. Звичайно, в цих країнах вживається не академічна португальська мова, адже вона також зазнала певного національно-мовного забарвлення тих територій.
Хоча вважається, що Португалія є мономовна країна, але в самій країні виокремлюють декілька мовних діалектів, якими послуговуються португальці в повсякденному вжитку (в основному вони прив'язані до історично-територіальних меж в самій країні).
Окремо від португальської мови стоїть Мірандська мова, яка, по великому рахунку, є мовним діалектом леонісійської мовної групи (в Іспанії). Ця мова також визнається як регіональна мова в деяких муніципалітетах на північному сході Португалії, хоча офіційні цифри щодо її носіїв коливаються в межах 5000 осіб (тоді як неофіційно вважається, що це понад 12 тисяч), що мешкають в регіоні Міранда-ду-Дору.
Оскільки в Португалії проходили чисельні імміграційні процеси, тому в країні є місця компактного проживання національних меншин, котрі з часом формують свої суспільно-общинні групи та культурно-мовні заклади, де послуговуються між собою мовами своїх народів. Таким чином, в Португалії, нарівні з португальським, бразилійським та кабо-вердським діалектами, виникли носії слов'янської мовної групи (зокрема, української мови). Також суттєвий вплив існує іспанської мови (як мови сусіднього народу), а також англійської мови (мова бізнесу та академічних кіл).

### Релігія
| Релігії в Португалії (перепис 2011) | Релігії в Португалії (перепис 2011) | Релігії в Португалії (перепис 2011) | Релігії в Португалії (перепис 2011) | Релігії в Португалії (перепис 2011) |
| ----------------------------------- | ----------------------------------- | ----------------------------------- | ----------------------------------- | ----------------------------------- |
|                                     |                                     |                                     |                                     |                                     |
| римо-католики                       | римо-католики                       |                                     | 81.0%                               | 81.0%                               |
| інші християни                      | інші християни                      |                                     | 3.3%                                | 3.3%                                |
| інші                                | інші                                |                                     | 0.6%                                | 0.6%                                |
| атеїсти                             | атеїсти                             |                                     | 6.8%                                | 6.8%                                |
| не визначилися                      | не визначилися                      |                                     | 8.3%                                | 8.3%                                |

Близько 90 % населення країни сповідує католицизм. Католицизм в Португалії завжди був пов'язаний з місцевими традиціями, населення шанувало пам'ять багатьох популярних місцевих святих, чиї пам'ятні дні відзначаються урочисто, як церковні свята. Селище Фатіма, де в 1917 році Діва Марія, як вважається, явилася трьом дітям, стало популярним місцем паломництва.
Перша протестантська громада в Португалії виникла в XVII столітті серед британських підданих. Проповідь протестантизму серед португальців була розпочата лише в XIX столітті. За даними на 2010 рік у Португалії проживало 373 тис. протестантів. Найбільшу протестантську конфесію в країні складають п'ятидесятники та харизмати (неоп'ятидесятники) (289 тис.).
За останні 25 років у зв'язку з масовою трудовою міграцією з країн Східної Європи в Португалії помітно зросла кількість православних (60-80 тис.). Ще 135 тис. португальців належать до різних псевдохристиянських релігійних організацій; в першу чергу це Свідки Єгови і мормони.
Серед іноземців та робочих-мігрантів, що живуть в країні, є буддисти (60 тис.), мусульмани (26-65 тис.), індуїсти (6,5 тис. [28]), прихильники китайської народної релігії (22 тис.). В ході загального перепису населення в 2011 році 615 тис. жителів Португалії (6,8 % населення) назвали себе нерелігійними.

## Культура

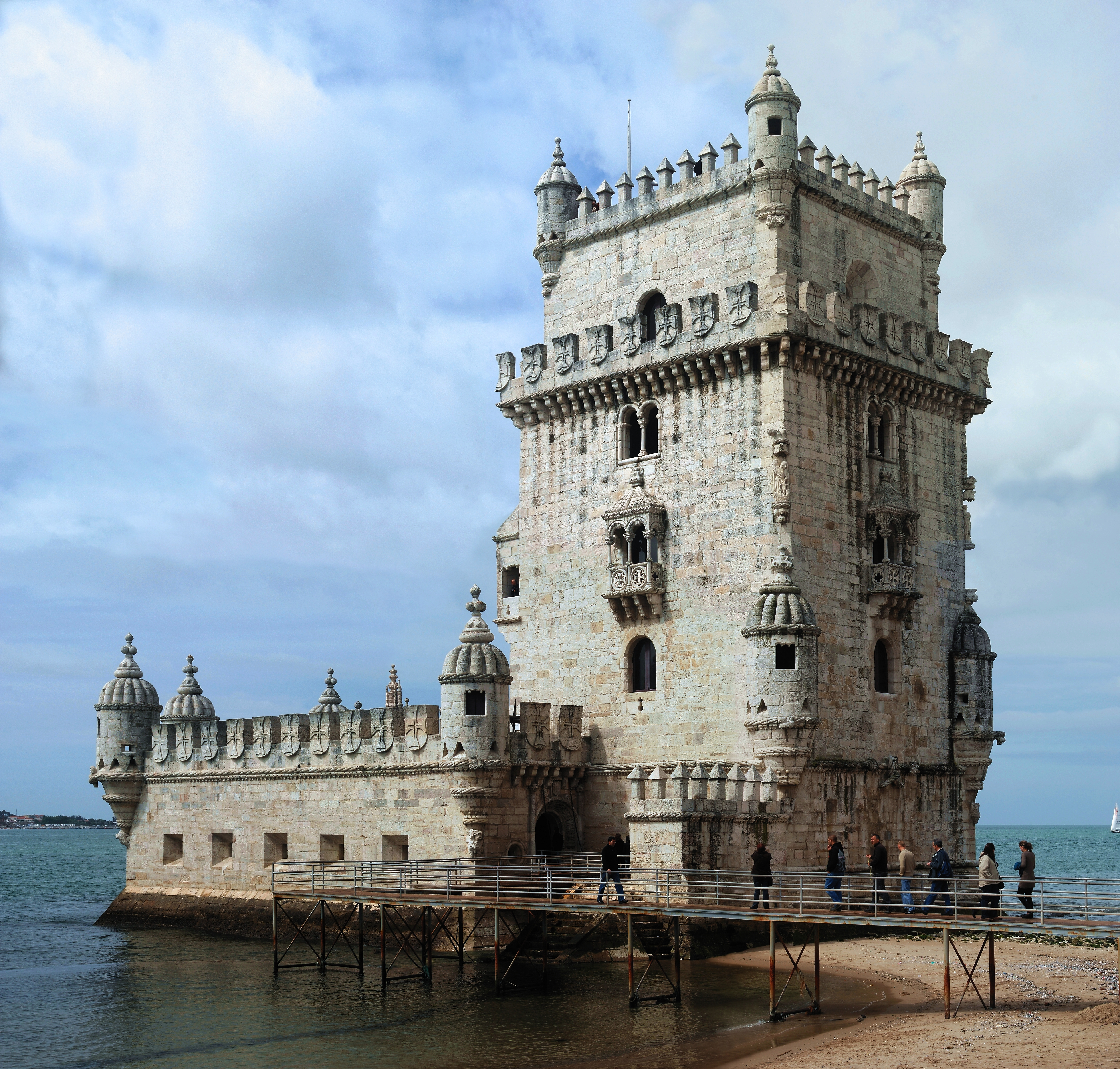
Вифлеємська башта в Лісабоні

### Архітектура
- Романський стиль: Старий Коїмбрський собор, Бразький собор, Коїмбрський монастир Святого Хреста
- Готичний стиль: Алкобаський монастир, Батальський монастир
- Мануелський стиль Монастир єронімітів, Вифлеємська башта
- Бароко: Мафрський національний палац

### Наука та освіта
- Лісабонська академія наук
- Національний архів Португалії
- Національна бібліотека Португалії
- Португальська академія історії

### Спорт
З усіх видів спорту найпопулярніший в країні футбол. Зимові види спорту розвинені слабко. В історії участі країни в Олімпійських іграх медалі завойовували лише в Літніх Олімпіадах. Перша медаль отримана в 1924, її отримала команда в кінному спорті. Перший Олімпійський чемпіон у Португалії був лише в 1984, коли Карлуш Лопеш завоював медаль в чоловічому марафоні.
У Португалії окрім футболу, багато інших професійних або напівпрофесійних спортсменів зорганізовані в спортивні клуби чи індивідуально, кожного сезону проводять спортивні змагання з таких видів, як: баскетбол, плавання, легка атлетика, теніс, художня гімнастика, міні-футбол, хокей на траві, гандбол, волейбол і регбі та інших, менш популярних, видів спорту. Країна розташована в середноземноморській кліматичній зоні і має досконалу спортивну та транспортну інфраструктури, тому доволі часто приймає на своїй території різноманітні світові та Європейські спортивні змагання. З національних видів спорту, що притаманні саме португальцям, залишилося їхнє оригінальне бойове мистецтво — Жоґу ду Пау (Jogo do Pau), в якому бійці використовують палиці, щоб впоратися з одним або декількома супротивниками і яке культивується, здебільшого, на півночі країни.